# شمال شرق هند
شمال شرق هند منطقه‌ای در هند است که بخش شرق هند را با یک مسیر باریک به کشورهای بوتان و بنگلادش وصل می‌کند. هفت ایالت خواهر (آروناچال پرادش، آسام، مانیپور، مگالایا، میزورام، ناگالند، و تریپورا)، به علاوهٔ ایالت سیکیم، و یکی از شهرهای بنگال غربی این منطقه را تشکیل می‌دهند.
منطقهٔ موسوم به هفت‌خواهر از طریق یک دالان زمینی باریک ۲۲ کیلومتری به بقیهٔ هند متصل است که آن را به‌طور کامل منزوی کرده است. این بخش شرقی هند به دلیل مردمان و فرهنگ‌های متفاوت خود در مقایسه با سایر نقاط کشور متمایز است.
پس از پایان حکومت استعماری بریتانیا، این مناطق حق انتخاب داشتند که به هند، برمه یا پاکستان شرقی (بنگلادش) بپیوندند یا برای استقلال تلاش کنند. بیشتر آن‌ها به هند پیوستند، هرچند در برخی مناطق این موضوع با مقاومت اولیه همراه شد.

### جمعیت و فرهنگ
این منطقه حدود ۴ درصد از کل جمعیت هند را دربر می‌گیرد و کم‌تراکم‌ترین بخش کشور است. برخلاف بیشتر مناطق هند، بخش قابل توجهی از مردم اینجا گوشت، به‌ویژه گوشت گاو و خوک مصرف می‌کنند. درصد مسیحیان در این منطقه بالاتر از میانگین ملی است و ساختار فرهنگی بیشتر به جوامع قبیله‌ای گرایش دارد، با شوراهای محلی و خودمختار.
جمعیت کل شمال شرق هند ۴۶ میلیون نفر است که ۶۸ درصد آن تنها در آسام زندگی می‌کنند. آسام همچنین تراکم جمعیتی بالاتری دارد، یعنی ۳۹۷ نفر در هر کیلومتر مربع، در حالی که میانگین ملی ۳۸۲ نفر در هر کیلومتر مربع است. نرخ باسوادی در ایالت‌های شمال‌شرقی، به‌جز آروناچال پرادش و آسام، بالاتر از میانگین ملی یعنی ۷۴ درصد است. بر اساس سرشماری ۲۰۱۱، مگالایا با ۲۷٫۸ درصد، بالاترین رشد جمعیت را در میان تمام ایالت‌های منطقه ثبت کرده که بیش از میانگین ملی ۱۷٫۶۴ درصد است؛ در حالی که ناگالند کمترین میزان را در کل کشور با منفی ۰٫۵ درصد ثبت کرد.

### تنوع قومی-زبانی

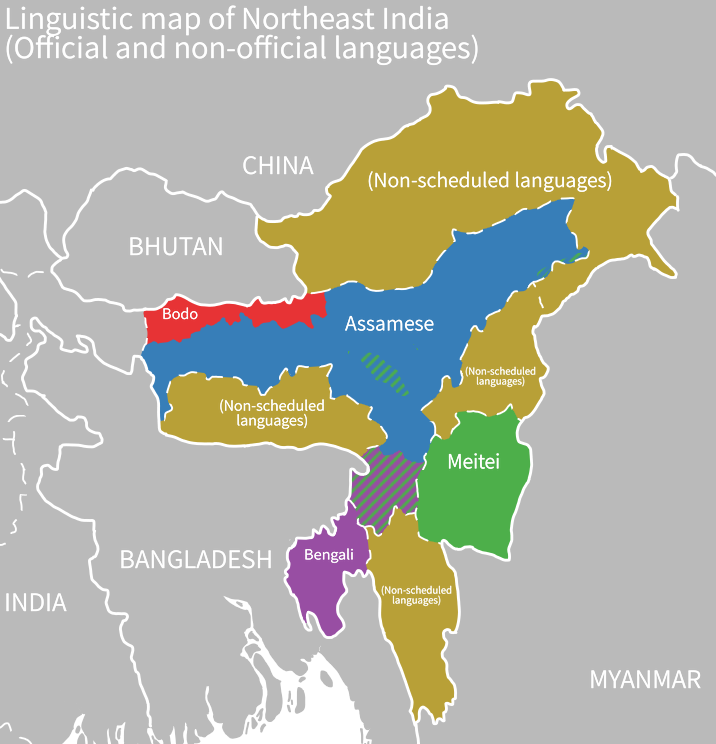
نقشه زبان‌شناختی شمال شرق هند

جمعیت منطقهٔ هفت‌خواهر از چهار گروه عمدهٔ قومی-زبانی تشکیل شده است:
استرانزی‌ها: حدود ۱۰ هزار سال پیش وارد شدند؛ نوادگان آن‌ها شامل مردم خاسی و جاینتیا در مگالایا هستند.
مردمان چینی-تبتی: ۳ تا ۴ هزار سال پیش آمدند و اکنون دومین گروه بزرگ قومی-زبانی‌اند؛ از جمله میشمی، ناگا، میزو، تریپوری، بودو و کاچاری.
هندوآریایی‌ها: ۲ تا ۳ هزار سال پیش از بخش‌های اصلی هند وارد شدند و اکنون بزرگ‌ترین گروه جمعیتی این منطقه‌اند؛ شامل بنگالی‌های سیلهتی و آسامی‌ها.
مردمان کرا-دای: حدود یک هزاره پیش از جنوب‌شرقی آسیا آمدند و با مردمان تایلندی و لائوسی پیوند دارند.

## ایالت‌ها

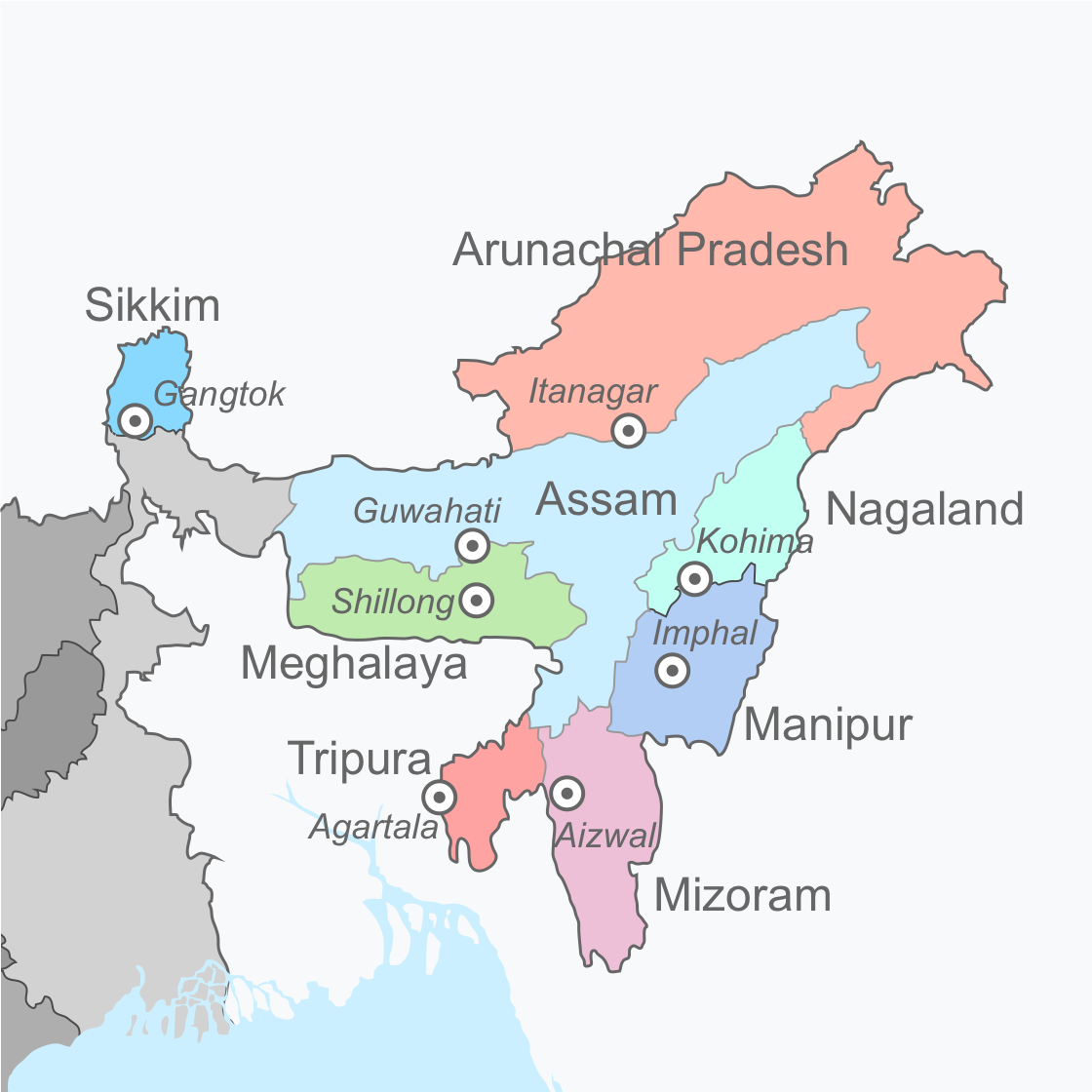
هفت ایالت شمال شرقی هند

آروناچال پرادش: با لقب «سرزمینی که خورشید برای نخستین‌بار هند را می‌بوسد» شناخته می‌شود. با حدود یک و نیم میلیون نفر جمعیت، کم‌تراکم‌ترین جمعیت منطقه را دارد و مورد ادعای چین به‌عنوان «تبت جنوبی» است. فرهنگ آن به تبت نزدیک است و بوداگرایی و خوراک‌هایی مانند توکپا و مومو در آن رواج دارند.
آسام: به‌عنوان «دروازهٔ هفت‌خواهر» شناخته می‌شود. رود براهماپوترا در آن جریان دارد و بسیار حاصلخیز است. بزرگ‌ترین جزیره رودخانه‌ای جهان (ماجولی) در این ایالت قرار دارد. آسام «خواهر بزرگ» خوانده می‌شود زیرا بسیاری از ایالت‌های دیگر زمانی بخشی از آن بودند. به‌خاطر ابریشم موگا و زیستگاه دو سوم کرگدن تک‌شاخ هندی شهرت دارد.
مانیپور: به‌عنوان «جواهر هند باورنکردنی» شناخته می‌شود. این منطقه زمانی کشور مستقلی بود. رقص مانیپوری و منشأ بازی چوگان از این ایالت دانسته می‌شود. دریاچه لوکتاک با جزایر شناور خود (پارک ملی کابول لامجا، تنها پارک ملی شناور جهان) از ویژگی‌های شاخص آن است.
مگالایا: به معنای «مسکن ابرها» و «ایالت نیمه‌راه به بهشت» است. مرطوب‌ترین مکان روی زمین در این ایالت قرار دارد. سرسبزی، پل ریشه زنده، غارها و آبشارهای چشمگیر از مشخصات آن است. مگالایا یکی از مهم‌ترین مناطق مادرسالار هند و همچنین «پایتخت راک هند» به‌شمار می‌رود.
میزورام: با نام «سرزمین کوه‌های آبی» شناخته می‌شود. بیش از ۹۰ درصد آن پوشیده از جنگل است. هر پنجاه سال یک‌بار پدیده‌ای به نام «ماتام» رخ می‌دهد که شکوفه‌دادن بامبو و افزایش موقتی جمعیت موش‌ها را در پی دارد. نرخ باسوادی در این ایالت بیش از ۹۰ درصد است و فرهنگ آن بر روحیهٔ جامعهٔ تعاونی تأکید دارد.
ناگالند: با نام «سرزمین جشنواره‌ها» و «پایتخت شاهین جهان» شناخته می‌شود. حدود ۸۷ درصد جمعیت آن مسیحی هستند. این ایالت ۱۶ قبیلهٔ بزرگ با آداب و رسوم ویژه دارد و جشنواره هورنبیل مهم‌ترین رویداد فرهنگی آن است.
تریپورا: دومین ایالت پرجمعیت هفت‌خواهر (پس از آسام) است. از سه طرف به بنگلادش محدود می‌شود و ۶۰ درصد جمعیت آن بنگالی هستند. حدود ۸۳ درصد جمعیت این ایالت هندو هستند. تاریخ سلطنتی غنی و کاخ‌های سلطنتی از ویژگی‌های شاخص تریپورا است.
چهار ایالت آسام، مگالایا، میزورام و تریپورا دارای شوراهای منطقه‌ای خودمختار در نواحی با اکثریت قبیله‌ای هستند که اختیار خودگردانی در حوزه‌هایی مانند زمین، فرهنگ، منابع و مالیات دارند.

## تاریخچه
منطقهٔ شمال شرق هند به دلیل موقعیت جغرافیایی خاص خود، از آغاز تاریخ هند به‌عنوان حاشیه‌ای مرزی و در عین حال گذرگاهی میان آسیای جنوبی و آسیای جنوب شرقی شناخته می‌شد. نخستین ساکنان این منطقه احتمالاً از گروه‌های زبانی آسترواسیایی از جنوب‌شرقی آسیا بودند و پس از آنان، گروه‌های تبتی-برمه‌ای از چین و سپس گروه‌های هندو-آریایی از دشت‌های گنگ وارد شدند. در متون باستانی چینی و آثار جغرافی‌دانان یونانی-رومی مانند پری‌پلوس دریای اریترایی و بطلمیوس نیز اشاره‌هایی به این ناحیه وجود دارد. در دوره‌های تاریخی، ایالت کاماروپا در آسام قدرت زیادی داشت و توسط زائران بودایی چینی چون شوان‌تسانگ نیز توصیف شده است.
در دوران استعمار بریتانیا، این منطقه به‌تدریج تحت سلطه آنان درآمد و در ساختار اداری کلان‌تر استان‌هایی چون بنگال شرقی و آسام ادغام شد. در همین دوره، مبلغان مسیحی به‌ویژه در ناگالند، میزورام و مگالایا فعالیت گسترده‌ای داشتند و بخش عمده‌ای از جمعیت محلی به مسیحیت گروید.
با استقلال هند در سال ۱۹۴۷، منطقهٔ شمال‌شرقی با توجه به مرزهای مشترک با چین، میانمار، بنگلادش و بوتان، به خاک هند ملحق شد. این موضوع در چارچوب تقسیم هند و پاکستان تعیین شد و ایالت آسام به‌عنوان بخش اصلی هند شمال‌شرقی باقی ماند. پس از آن، برای پاسخ به مطالبات قومی و زبانی، سازمان‌دهی مجددی صورت گرفت: ناگالند در ۱۹۶۳، مگالایا و تریپورا در ۱۹۷۲، آروناچال پرادش و میزورام در ۱۹۸۷ به‌عنوان ایالت‌های مستقل تشکیل شدند. همچنین سیکیم که در سال ۱۹۷۵ رسماً به هند پیوست، از سال ۲۰۰۲ در ساختار توسعهٔ منطقهٔ شمال‌شرقی (شورای شمال‌شرقی) گنجانده شد.
امروزه برای اشاره به این بخش از کشور، اصطلاح ایالت‌های هفت خواهر به کار می‌رود که به هفت ایالت مجاور یکدیگر در این منطقه اشاره دارد، و سیکیم نیز به‌عنوان «برادر هشتم» شناخته می‌شود.

## جغرافیا

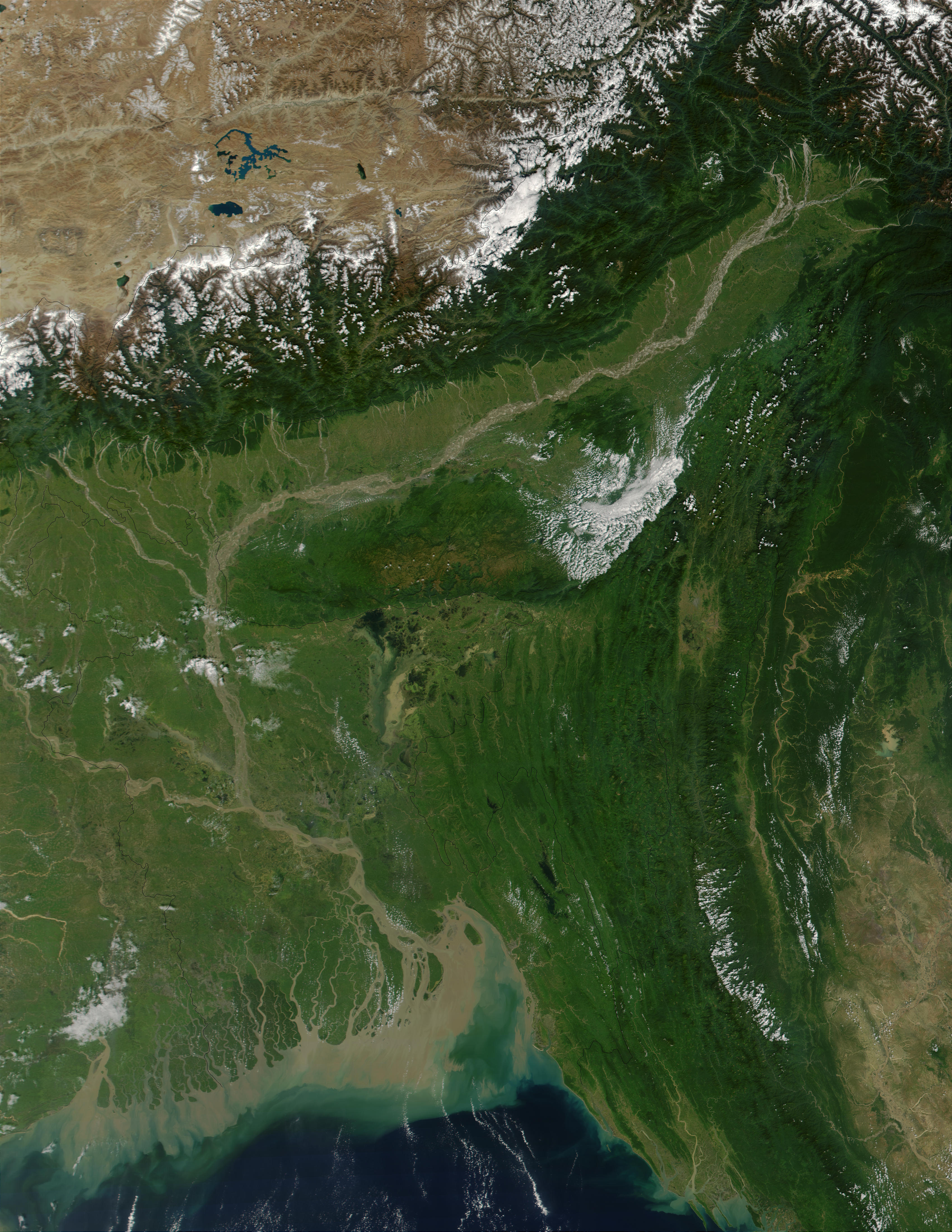
درهٔ برهماپوترا و هیمالیا شرقی در شمال‌شرق هند

منطقهٔ شمال‌شرق را می‌توان از نظر جغرافیای طبیعی به هیمالیای شرقی، پاتکای و دشت‌های برهماپوترا و باراک دسته‌بندی کرد. شمال‌شرق هند (در محل تلاقی حوزه‌های زیست‌جغرافیایی هندو-مالایی، هندو-چینی و هندی) دارای اقلیم عمدتاً مرطوب نیمه‌گرمسیری است با تابستان‌های گرم و مرطوب، مونسون‌های شدید و زمستان‌های معتدل. همراه با ساحل غربی هند، این منطقه از آخرین جنگل‌های حرّا در شبه‌قاره هند را در خود جای داده که از تنوع بالای گیاهی و جانوری و گونه‌های گوناگون محصولات کشاورزی پشتیبانی می‌کند. ذخایر نفت و گاز طبیعی در این منطقه برآورد می‌شود که یک‌پنجم ظرفیت بالقوهٔ کل هند را تشکیل می‌دهند.
این منطقه با سامانهٔ رودخانه‌ای عظیم برهماپوترا–باراک و شاخه‌های فرعی آن‌ها پوشیده شده است. از نظر جغرافیایی، جدای از برهماپوترا، دره‌های باراک و ایمپال و برخی زمین‌های هموار میان کوه‌های مگالایا و تریپورا، دو سوم باقی‌ماندهٔ منطقه زمین‌های کوهستانی است که با دره‌ها و دشت‌ها درهم تنیده شده‌اند؛ ارتفاع این نواحی از نزدیک سطح دریا تا بیش از ۷٬۰۰۰ متر (۲۳٬۰۰۰ فوت) بالاتر از سطح دریا تغییر می‌کند. بارش بسیار زیاد منطقه، به‌طور میانگین حدود ۱۰٬۰۰۰ میلیمتر (۳۹۰ اینچ) یا بیشتر، مشکلات زیست‌بومی، فعالیت لرزه‌ای شدید و سیلاب ایجاد می‌کند. ایالت‌های آروناچال پرادش و سیکیم دارای اقلیم کوهستانی با زمستان‌های سرد و برفی و تابستان‌های معتدل هستند.

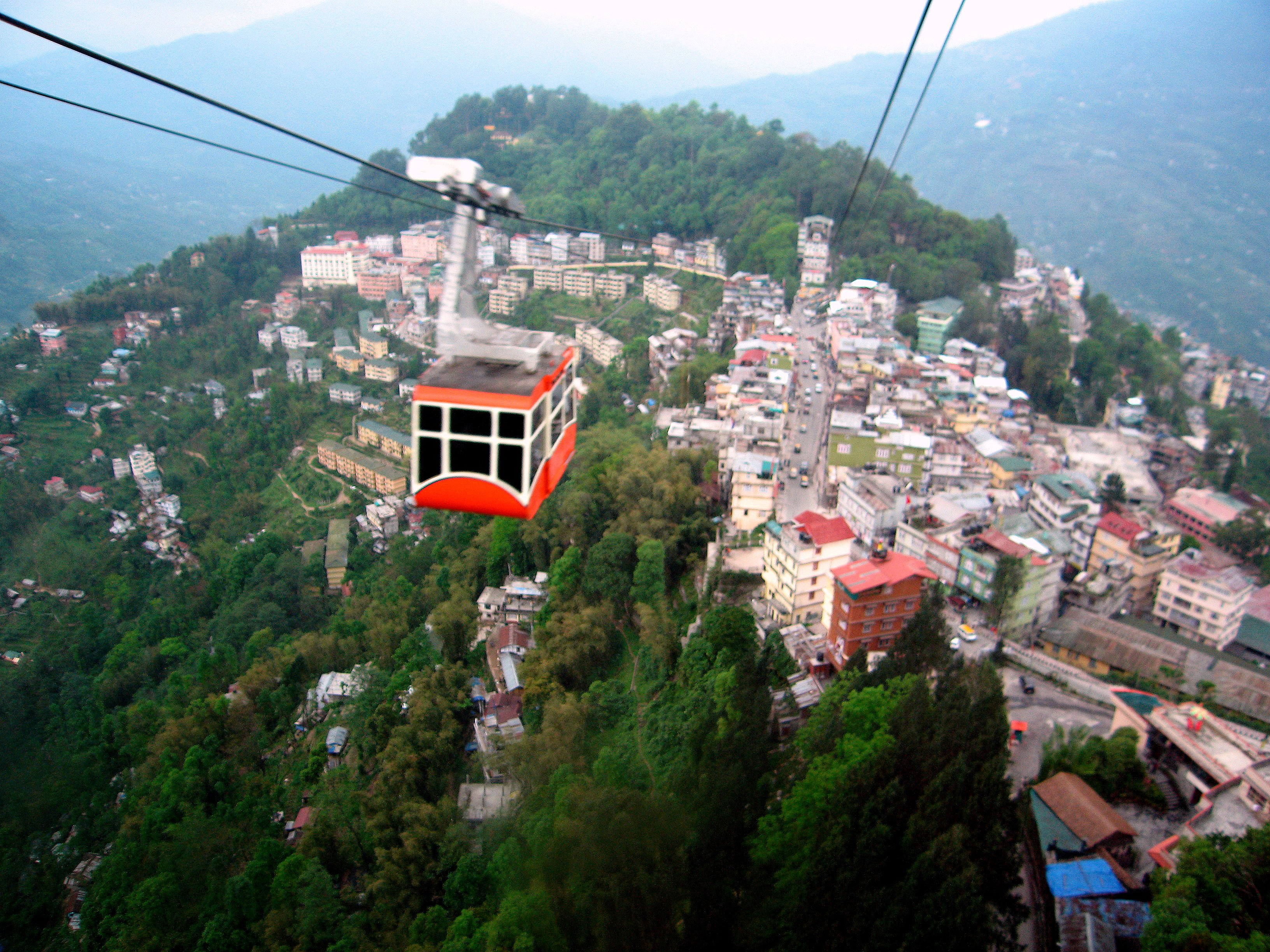
تله‌کابین، گانگ‌توک
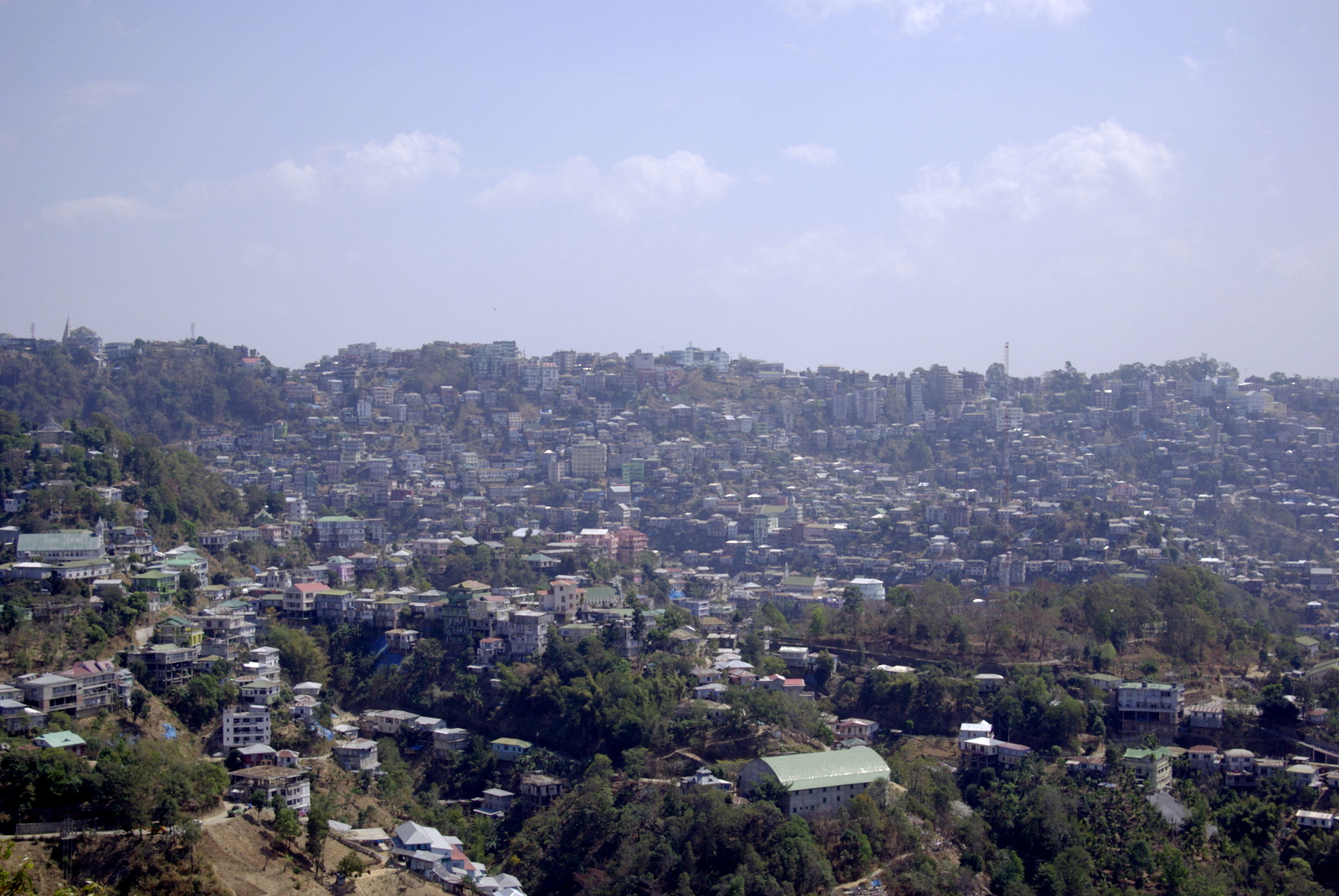
آیزاول، میزورام
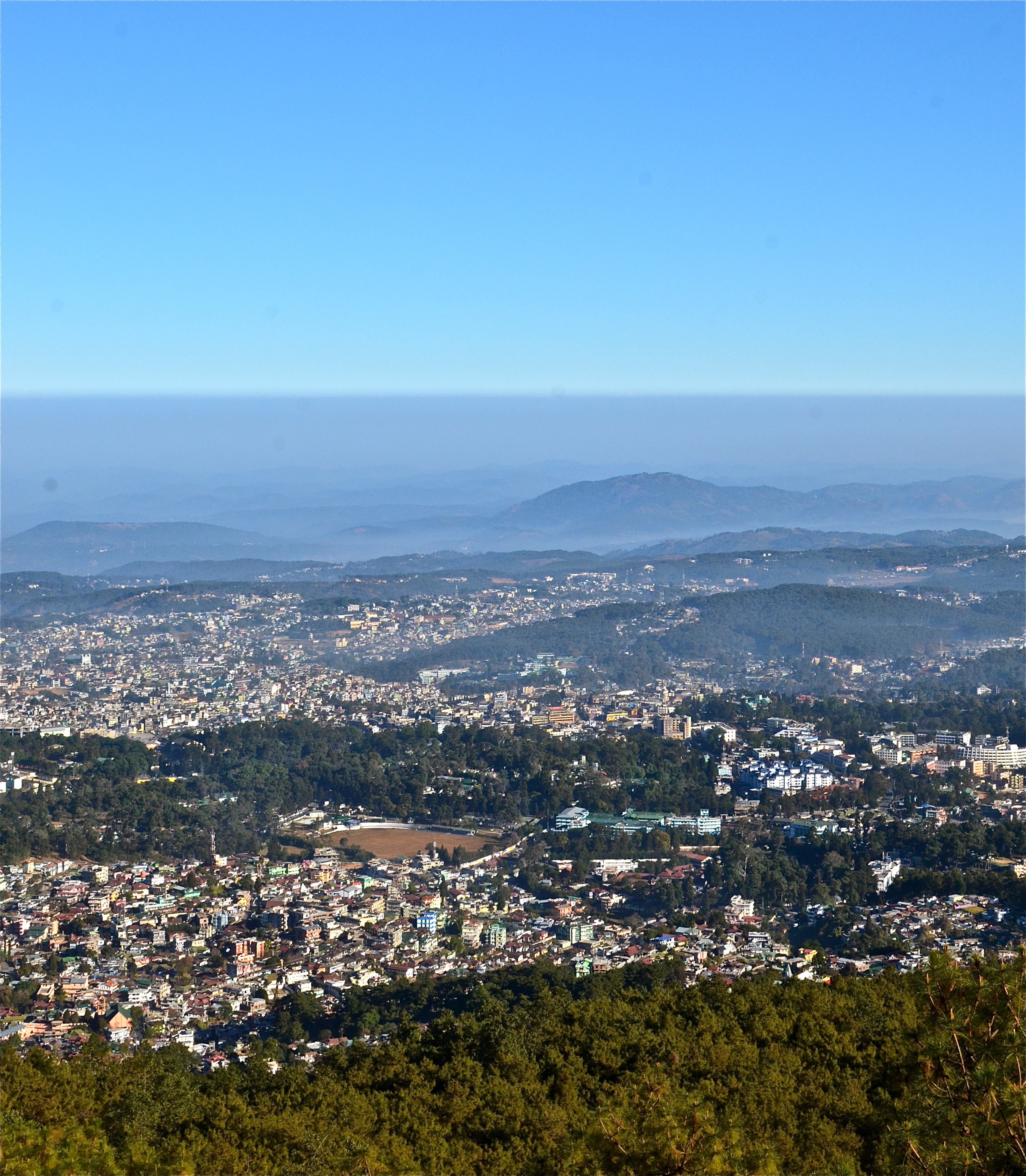
نمای هوایی شیلونگ
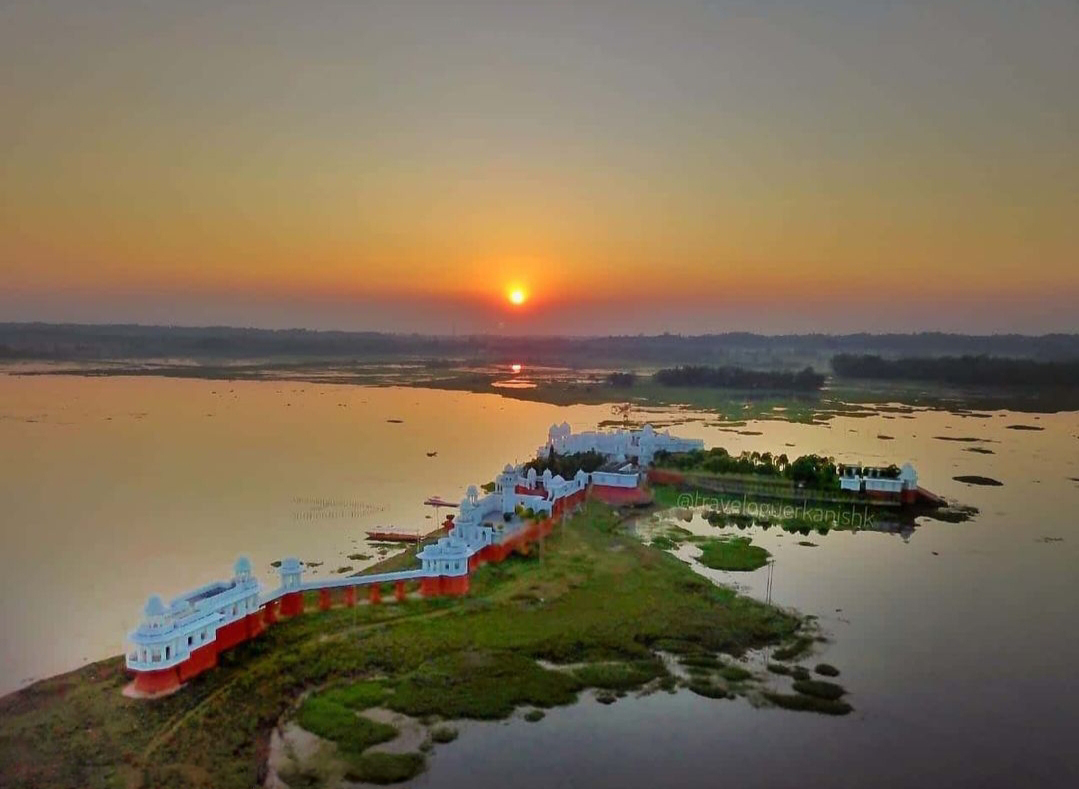
نیر محل در تریپورا
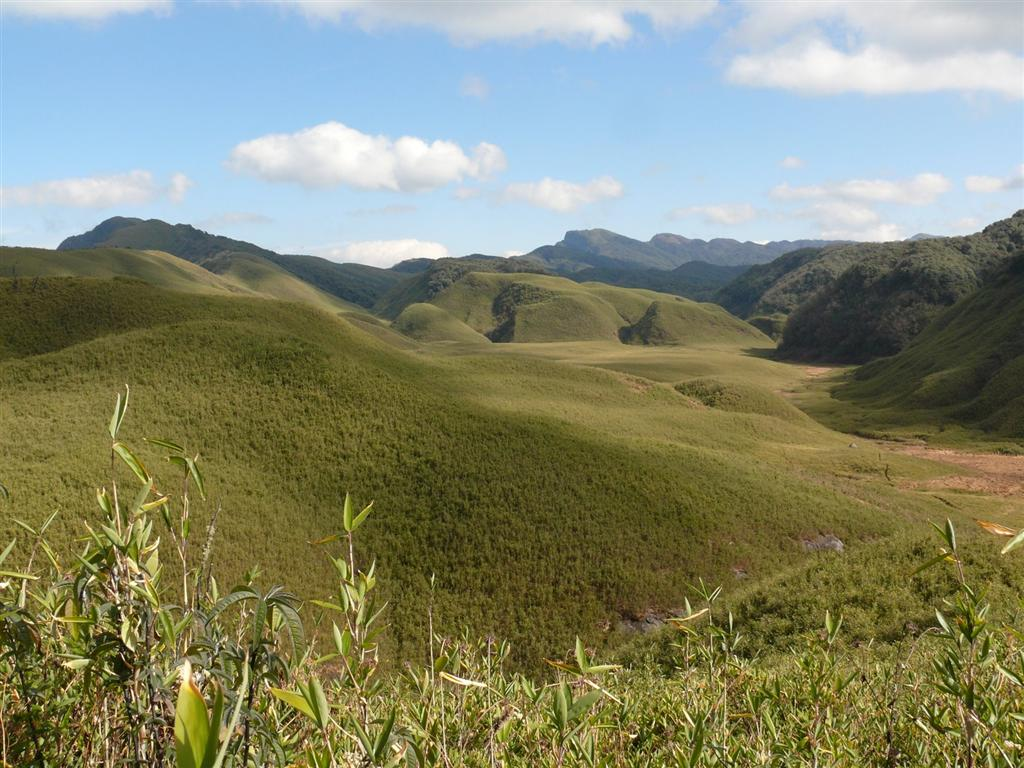
درهٔ دزوکو (مرز ناگالند و مانیپور)
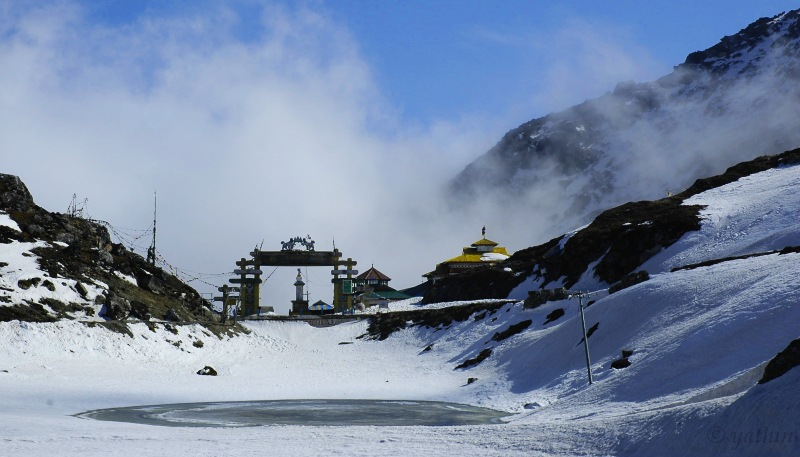
گردنهٔ سلا، تاوانگ (آروناچال پرادش)
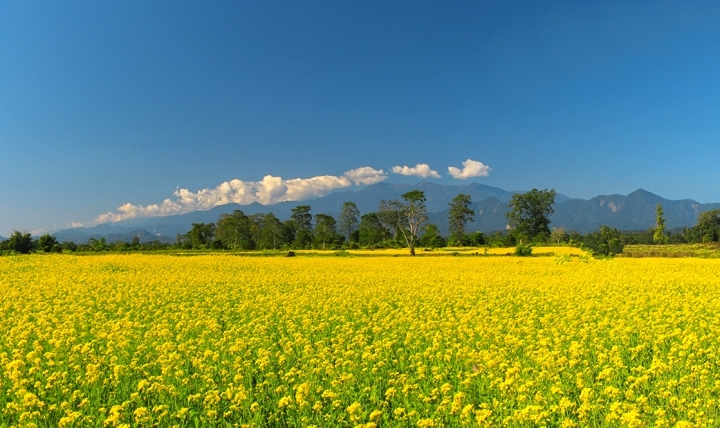
بهالوک‌پونگ، آروناچال پرادش
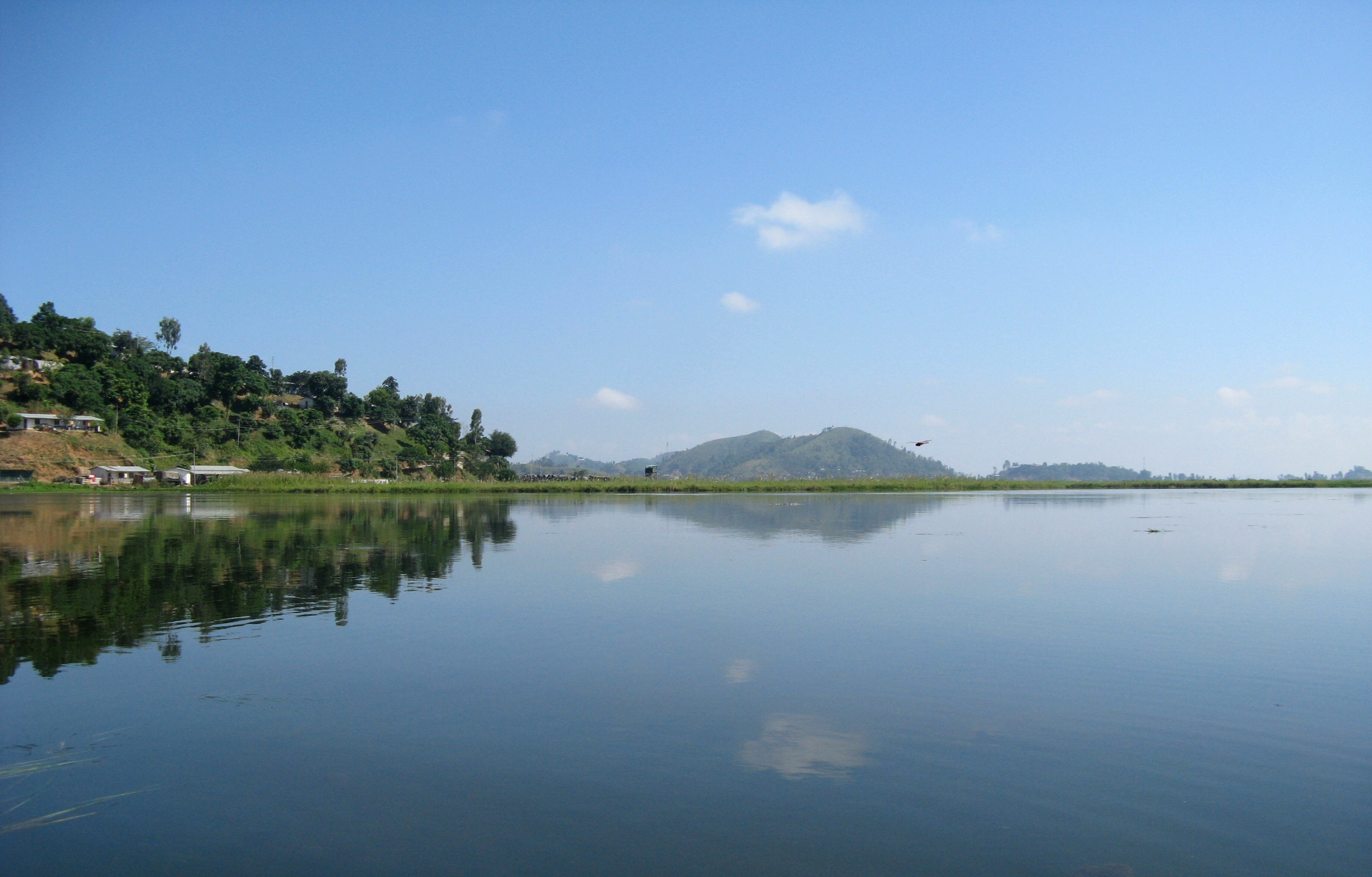
دریاچه لوکتاک، مانیپور
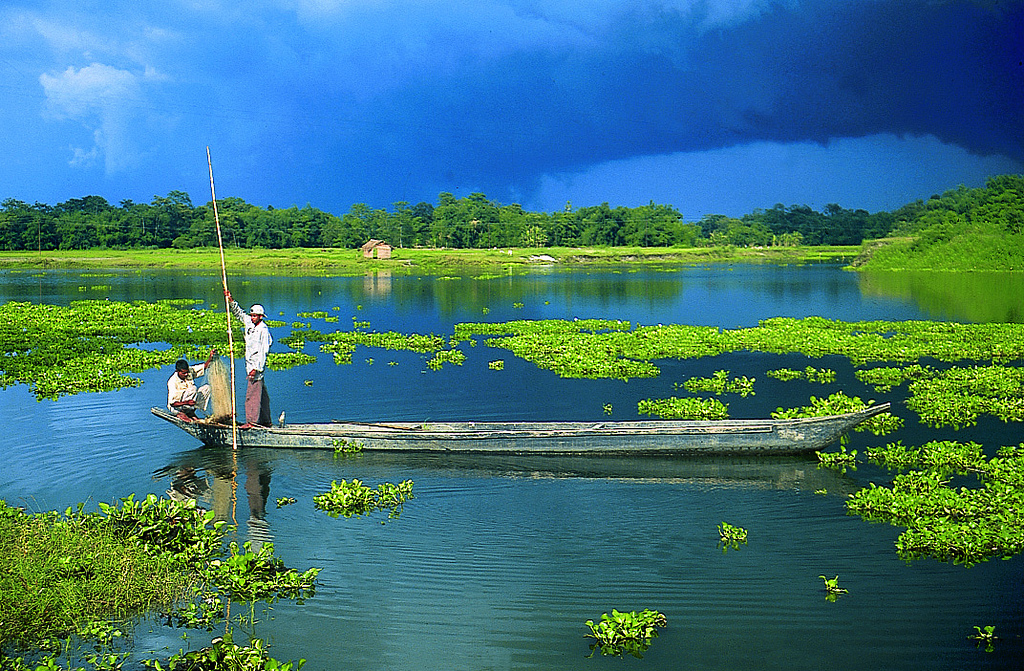
جزیرهٔ ماجولی، آسام
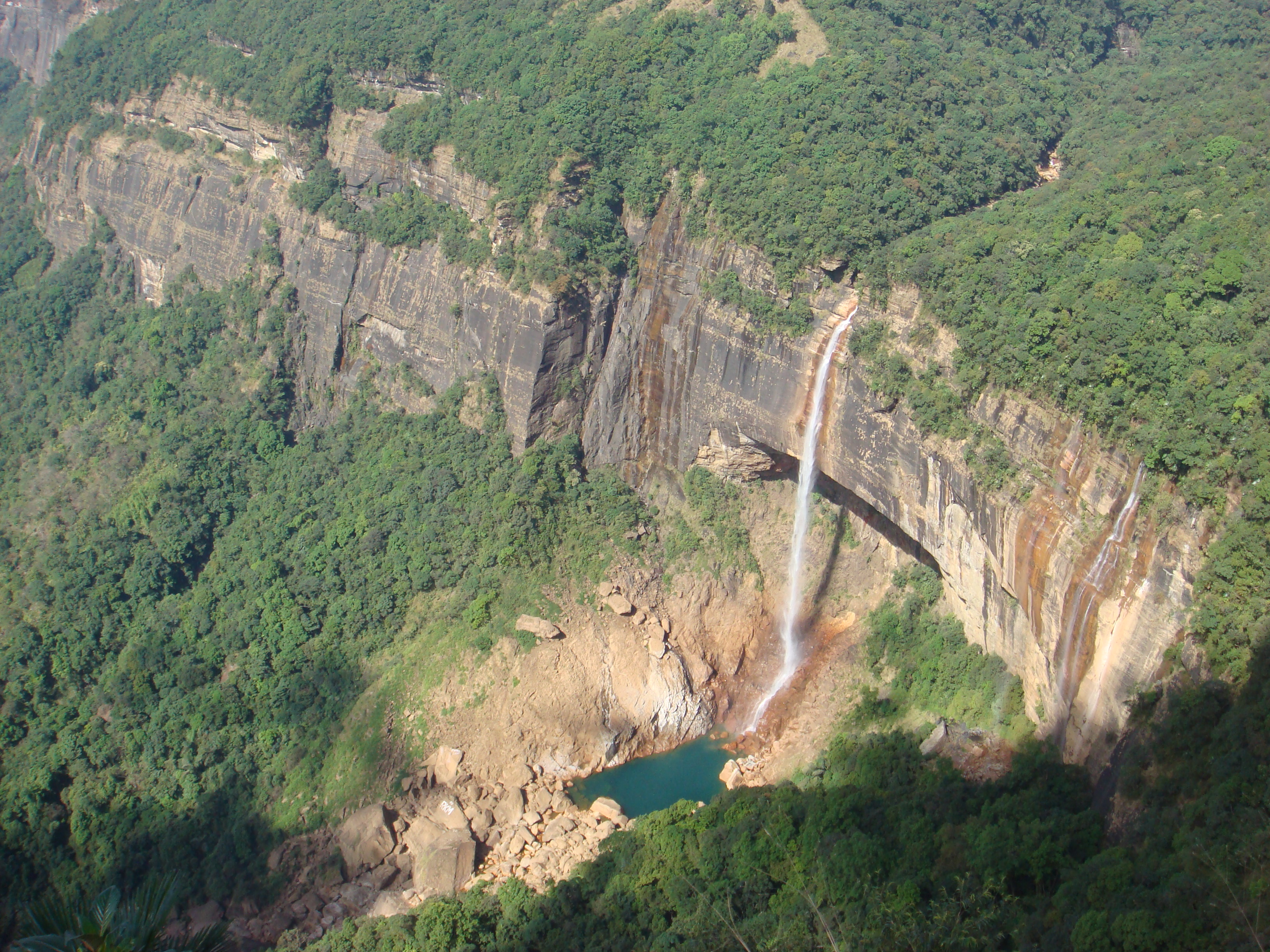
آبشار نوکالیکای، چراپوچی، مگالایا

## آب‌وهوا
ایالت‌های ناگالند، مانیپور و میزورام زمستان‌های سرد و تابستان‌های خنکی دارند. در دشت‌های مانیپور، به‌دلیل موقعیت جغرافیایی خاص و محصور بودن میان کوه‌ها، هوای گرم و مرطوب از بیرون وارد نمی‌شود و در زمستان پدیدهٔ وارونگی دما رخ می‌دهد. به همین دلیل، دما در ایمپال در طول روزهای زمستان حدود ۲۱ درجهٔ سانتی‌گراد است، اما در شب‌ها تا حدود ۳ درجهٔ سانتی‌گراد کاهش می‌یابد.
هیچ بخشی از شمال‌شرق هند کمتر از ۱٬۰۰۰ میلی‌متر بارندگی سالانه دریافت نمی‌کند. درهٔ برهماپوترا به‌طور میانگین حدود ۲٬۰۰۰ میلی‌متر و مناطق کوهستانی بین ۲٬۰۰۰ تا ۳٬۰۰۰ میلی‌متر باران در سال دریافت می‌کنند. نزدیک به ۹۰٪ از بارش سالانه ناشی از مونسون جنوب‌غربی است که از اوایل ژوئن تا اکتبر ادامه دارد و پر باران‌ترین ماه‌ها ژوئن و ژوئیه هستند. جنوب منطقه زودتر از سایر بخش‌ها باران‌های موسمی را تجربه می‌کند (مه یا ژوئن)، در حالی که درهٔ برهماپوترا و مناطق کوهستانی شمالی دیرتر (اواخر مه یا ژوئن) بارندگی‌های اصلی را دریافت می‌کنند. در مناطق کوهستانی میزورام، نزدیکی به خلیج بنگال باعث آغاز زودتر باران‌های موسمی می‌شود و ژوئن مرطوب‌ترین ماه سال است.

## حیات وحش

### گیاهان

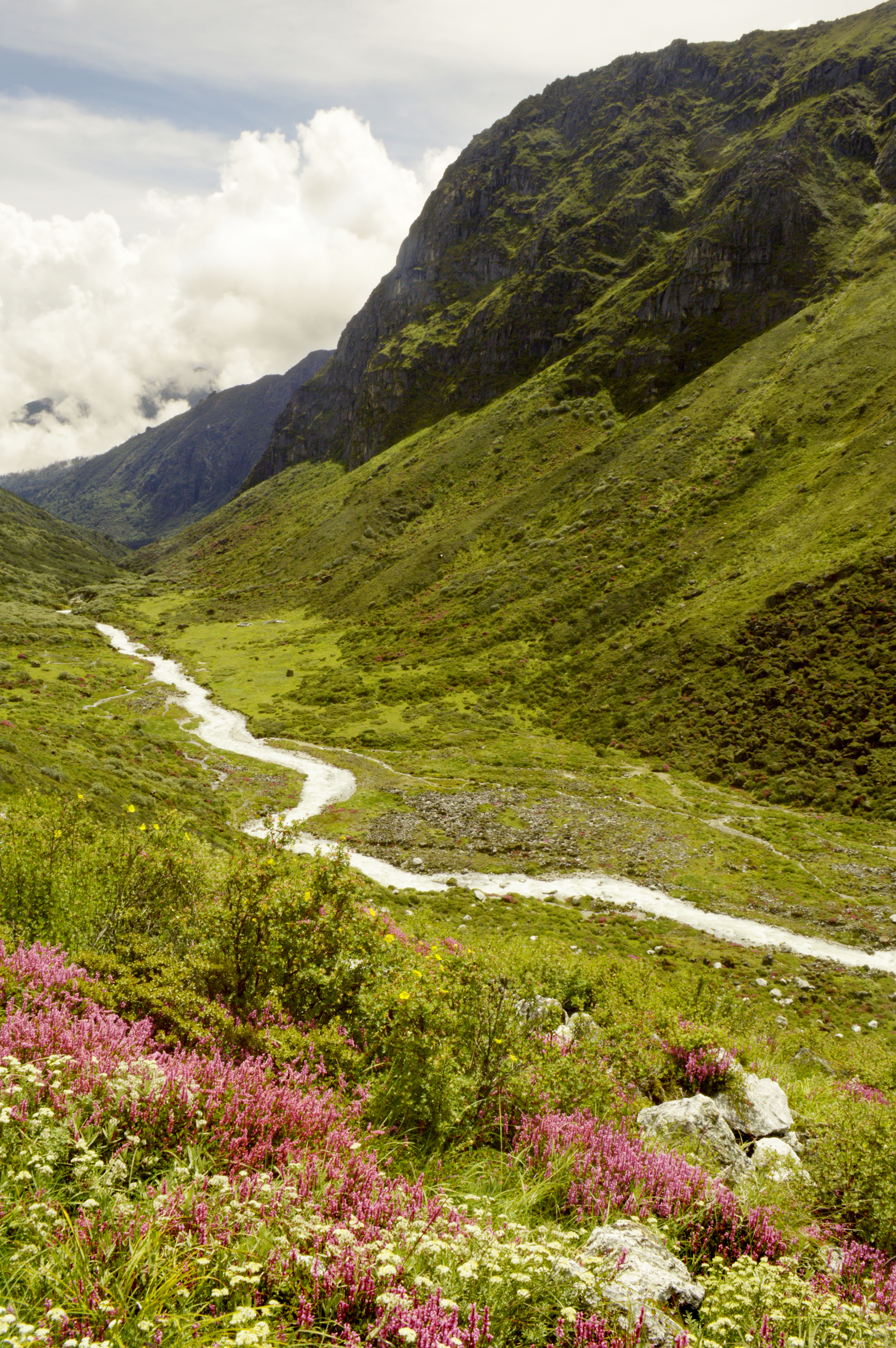
پارک ملی خانگچندزونگا

صندوق جهانی طبیعت تمام هیمالیای شرقی را به‌عنوان یکی از فهرست جهانی ۲۰۰ بوم‌ناحیه‌های اولویت‌دار شناسایی کرده است. سازمان بین‌المللی حفاظت نیز کانون داغ هیمالیای شرقی را به هشت ایالت شمال‌شرقی هند و همچنین کشورهای همسایه، بوتان، جنوب چین و میانمار گسترش داده است.
این منطقه توسط شورای تحقیقات کشاورزی هند به‌عنوان مرکز خاستگاه ذخایر ژنتیکی برنج معرفی شده است. اداره ملی منابع ژنتیکی گیاهی هند (NBPGR) این منطقه را غنی از خویشاوندان وحشی گیاهان زراعی دانسته است. همچنین این منطقه مرکز خاستگاه مرکبات است. دو گونه ابتدایی ذرت با نام «Sikkim Primitive 1» و «Sikkim Primitive 2» از سیکیم گزارش شده‌اند (دهاوان، ۱۹۶۴). هرچند بریدن و سوزاندن، یک روش سنتی کشاورزی، غالباً دلیل اصلی کاهش پوشش جنگلی منطقه دانسته می‌شود، اما این فعالیت اقتصادی کشاورزی که توسط قبایل بومی انجام می‌شد، امکان کشت ۳۵ نوع محصول را فراهم می‌کرد. این منطقه سرشار از گیاهان دارویی و بسیاری دیگر از آرایه‌های نادر و در معرض خطر است. بوم‌زادی بالای این منطقه در میان آوندداران، مهره‌داران و پرندگان سبب شده تا به‌عنوان یک کانون داغ تنوع زیستی شناخته شود.
داده‌های زیر اهمیت تنوع زیستی این منطقه را نشان می‌دهد:
- ۵۱ نوع جنگل در این منطقه یافت می‌شوند که به شش نوع اصلی تقسیم شده‌اند: جنگل‌های همیشه‌سبز مرطوب حاره‌ای، نیمه‌همیشه‌سبز حاره‌ای، برگ‌ریز مرطوب حاره‌ای، جنگل‌های زیرگرمسیری، جنگل‌های معتدل و جنگل‌های کوهستانی آلپی.
- از میان ۹ نوع اصلی پوشش گیاهی هند، ۶ نوع در منطقه شمال‌شرق وجود دارد.
- این جنگل‌ها ۸۰۰۰ گونه از ۱۵۰۰۰ گونه گیاهان گل‌دار کشور را در خود جای داده‌اند. بیشترین تنوع گیاهی در آروناچال پرادش (۵۰۰۰ گونه) و سیکیم (۴۵۰۰ گونه) گزارش شده است.
- بنا بر «کتاب سرخ گیاهان هند» که توسط پژوهشکده گیاه‌شناسی هند منتشر شده، ۱۰ درصد از گیاهان گل‌دار کشور در معرض خطر هستند. از ۱۵۰۰ گونه گیاه در معرض خطر، ۸۰۰ گونه از شمال‌شرق هند گزارش شده است.
- در بیشتر ایالت‌های شمال‌شرق، بیش از ۶۰٪ مساحت زیر پوشش جنگلی قرار دارد، میزانی که حداقل برای ایالت‌های کوهستانی کشور پیشنهاد شده تا از فرسایش خاک جلوگیری شود.
- شمال‌شرق هند بخشی از کانون داغ هند و برمه است. این کانون با مساحت ۲٬۲۰۶٬۰۰۰ کیلومتر مربع (۸۵۲٬۰۰۰ مایل مربع)، دومین کانون بزرگ جهان پس از حوضه مدیترانه به‌شمار می‌رود.

### جانوران

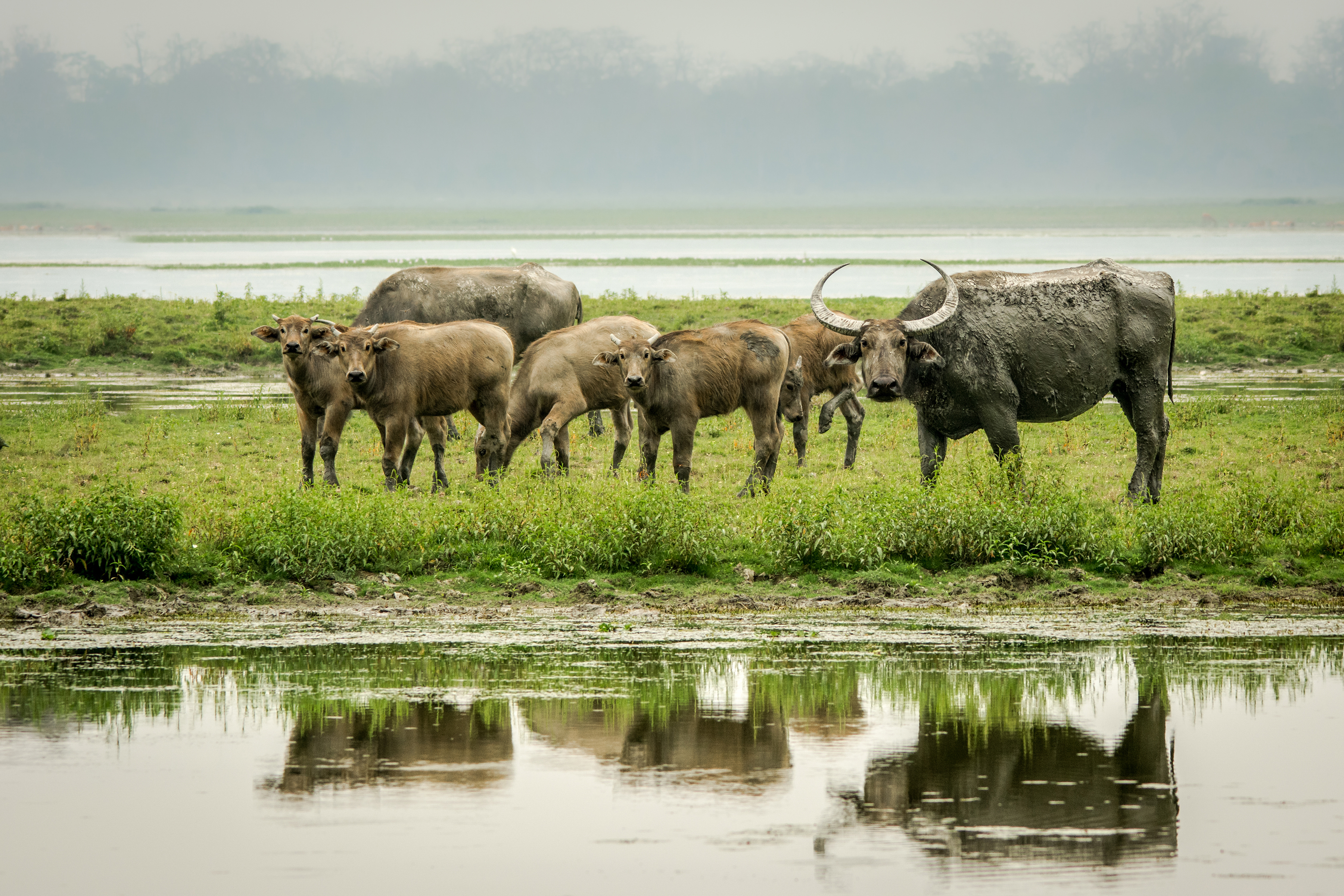
گاومیش وحشی در پارک ملی کازیرانگا

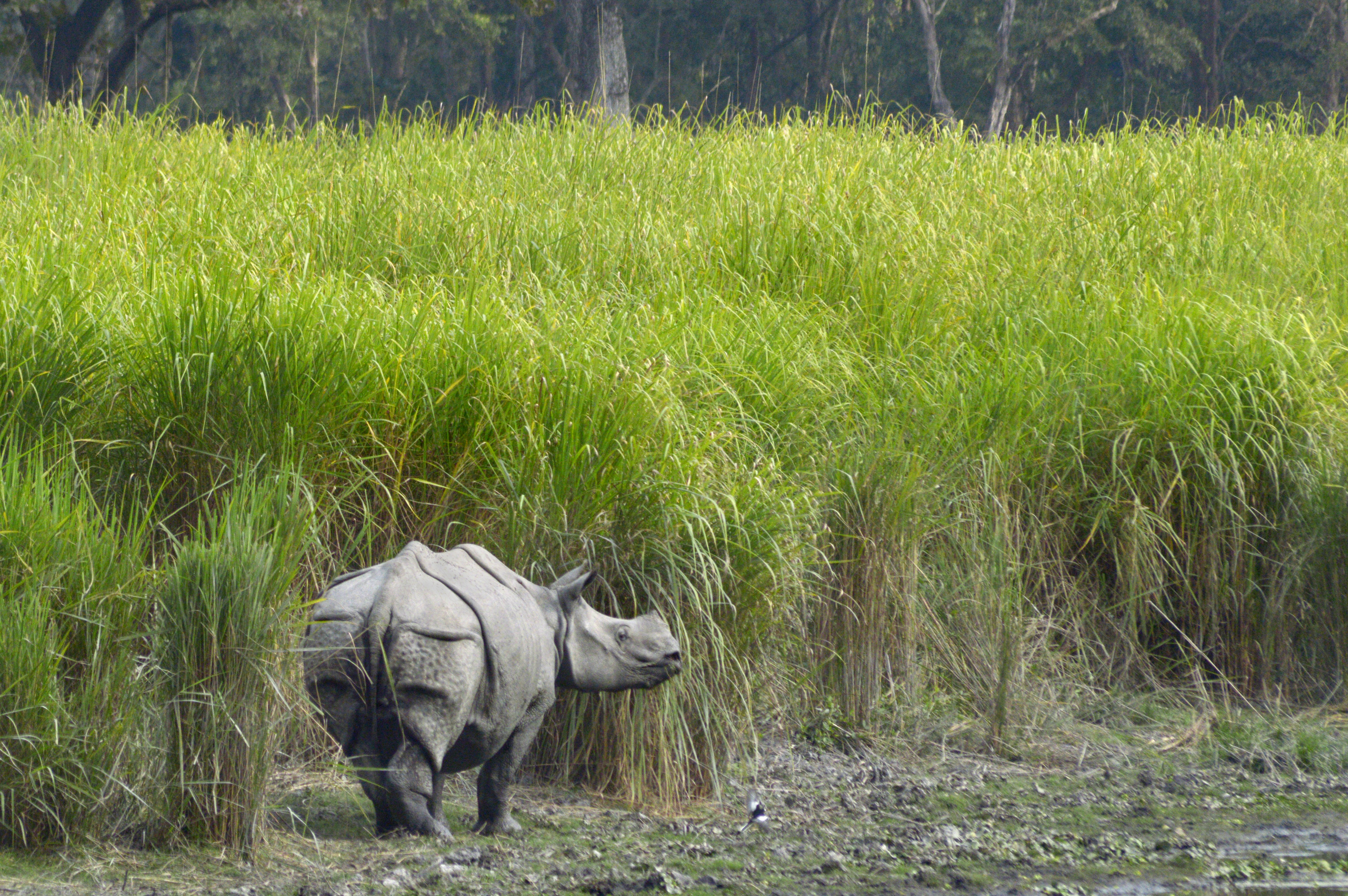
کرگدن هندی در پارک ملی کازیرانگا

انجمن جهانی پرندگان بریتانیا، دشت‌های آسام و هیمالیای شرقی را به‌عنوان یک منطقه بوم‌زاد پرندگان (EBA) شناسایی کرده است. این منطقه با مساحت ۲۲۰٬۰۰۰ کیلومتر مربع در امتداد هیمالیا در کشورهای بنگلادش، بوتان، چین، نپال، میانمار و ایالت‌های سیکیم، شمال بنگال، آسام، ناگالند، مانیپور، مگالایا و میزورام قرار دارد. به دلیل موقعیت جنوبی‌تر این رشته‌کوه در مقایسه با دیگر بخش‌های هیمالیا، آب‌وهوای این منطقه متفاوت است: میانگین دمای بالاتر، روزهای یخبندان کمتر و بارش بیشتر. این شرایط باعث تنوع بالای گونه‌های پرندگان با گسترهٔ محدود شده است. بیش از دو گونه به‌شدت در معرض انقراض، سه گونه در معرض خطر و ۱۴ گونه آسیب‌پذیر پرندگان در این منطقه حضور دارند. بر پایهٔ استاترزفیلد و همکاران (۱۹۹۸)، ۲۲ گونه پرنده با گستره محدود در این منطقه شناسایی شده که ۱۹ گونه تنها در همین منطقه حضور دارند و سه گونه دیگر در مناطق بوم‌زاد دیگر نیز یافت می‌شوند. از میان این ۲۲ گونه، ۱۱ گونه در معرض تهدید هستند (انجمن جهانی پرندگان، ۲۰۰۱)، که بالاترین رقم در میان مناطق بوم‌زاد پرندگان در هند است.
شمال‌شرق هند از نظر تنوع جانوری نیز بسیار غنی است. ۱۵ گونه نخستیان غیرانسانی در این منطقه وجود دارند که مهم‌ترین آن‌ها شامل هولوک، ماکاک دُم‌کوتاه، ماکاک دم‌خوک، دم‌بلند (لانگور) طلایی، دم‌بلند خاکستری دشت‌های شمالی و ماکاک رزوس هستند. شاخص‌ترین گونهٔ در معرض خطر منطقه کرگدن تک‌شاخ است. جنگل‌های این منطقه زیستگاه فیل آسیایی، ببر بنگال سلطنتی، پلنگ، گربه طلایی، گربه ماهی‌گیر، گربه مرمری، روباه بنگالی و گونه‌های دیگر نیز هستند. دلفین گنگی در براهماپوترا نیز گونه‌ای در معرض خطر است. دیگر گونه‌های در خطر شامل شنگ، تمساح مردابی، لاک‌پشت‌ها و برخی گونه‌های ماهی هستند.
صندوق جهانی طبیعت بوم‌ناحیه‌های اولویت‌دار زیر را در شمال‌شرق هند شناسایی کرده است:
جنگل‌های نیمه‌همیشه‌سبز دره برهماپوترا
جنگل‌های پهن‌برگ هیمالیای شرقی
جنگل‌های سوزنی‌برگ کوهستانی هیمالیای شرقی
جنگل‌های کاج شمال شرقی هند و میانمار

### زبان‌ها

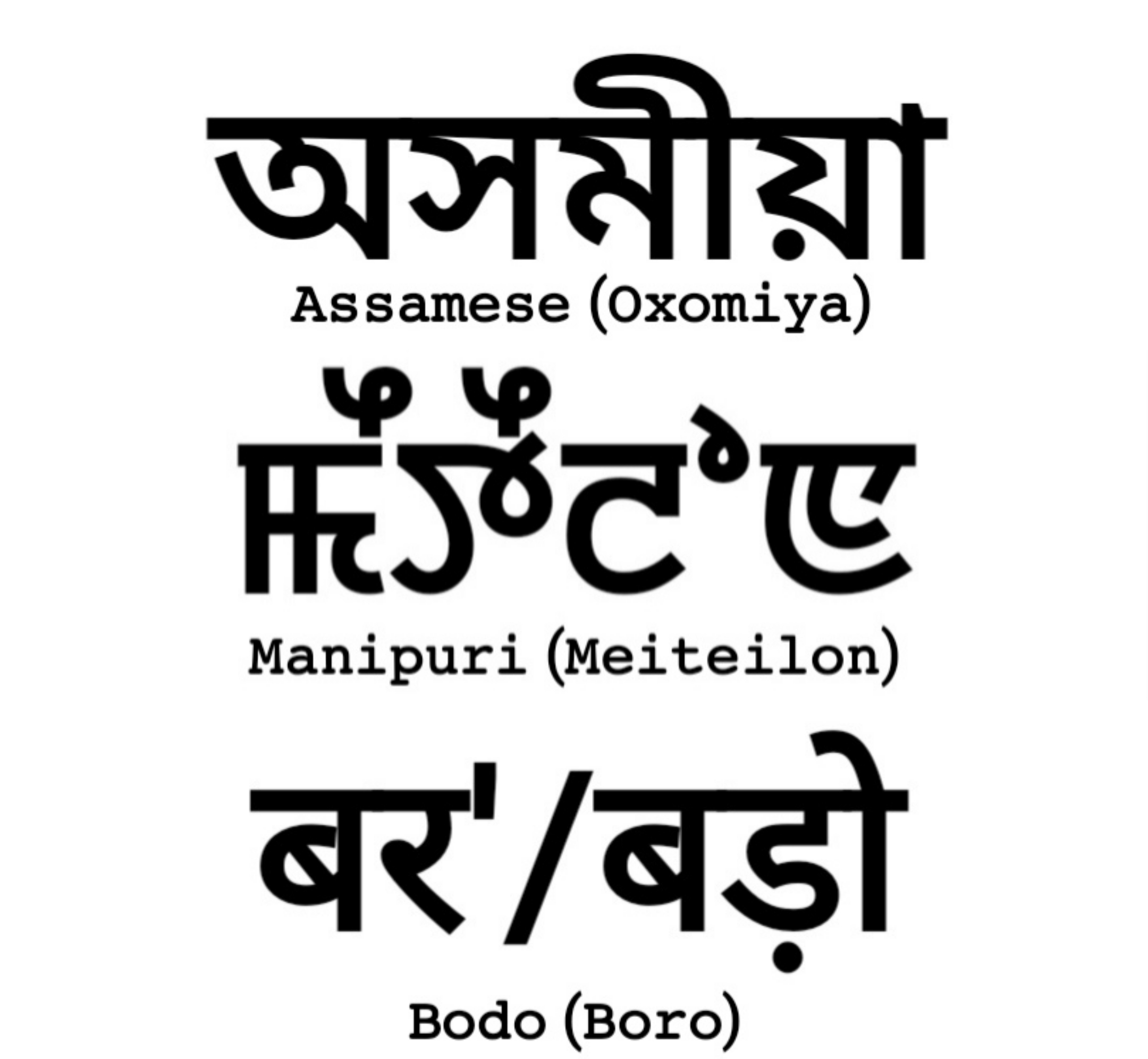
زبان‌های رسمی هند که توسط قانون اساسی هند به رسمیت شناخته شده‌اند و بومی شمال‌شرق هند هستند، نوشته‌شده با نوشتار رسمی مربوط به خودشان

در شمال‌شرق هند وضعیت زبانی بسیار پیچیده و در عین حال جالب است. این منطقه را می‌توان یکی از متنوع‌ترین مناطق هند از نظر زبان دانست. حدود ۲۲۰ زبان در اینجا تکلم می‌شود که به چند خانوادهٔ زبانی مختلف تعلق دارند:
- زبان‌های هندوآریایی: مهم‌ترینشان زبان آسامی در درهٔ براهماپوترا و زبان بنگالی در درهٔ باراک و ایالت تریپورا است. این دو زبان نقش اصلی را در ارتباطات گسترده دارند. مانیپوری (یا میتئی) نیز زبان اصلی و رسمی ایالت مانیپور است.
- زبان‌های چینی-تبتی: شمار زیادی از زبان‌های قبایل گوناگون به این خانواده تعلق دارند. برای نمونه زبان‌های بوده، کاربی، میسینگ، گارو، ناگا (مثل آنگامی، تانگخول، لوتا و غیره) و میزو (لوسه‌ای، لای، مارا) در این گروه قرار می‌گیرند. این‌ها بیشتر در مناطق کوهستانی و میان قبایل محلی رایج هستند.
- زبان‌های آستروآسیایی: زبان خاسی و زبان‌های نزدیک به آن در ایالت مگالایا از این خانواده هستند.
- زبان‌های کرا-دای: چند زبان کوچک مثل آهوم و خامتی که از ریشهٔ تای-شمالی‌اند، در آسام و آروناچال دیده می‌شوند.
- زبان‌های کریول: به‌دلیل تماس طولانی قبایل مختلف با هم، زبان‌های میانجی مانند ناگامس (در ناگالند) و نفامس (در آروناچال) شکل گرفتند که ساده‌شدهٔ زبان آسامی هستند.

به‌طور کلی، آسامی و بنگالی نقش زبان‌های اصلی را در اداره و آموزش رسمی دارند، اما در مناطق تپه‌ای، هر قبیله زبان خودش را دارد. همین باعث شده شمال‌شرق هند مثل یک موزاییک زبانی باشد؛ جایی که زبان‌های پرجمعیت و زبان‌های کوچک و در حال خطر انقراض کنار هم زنده مانده‌اند.

### شرح جزئیات
زبان‌های اصلی شمال‌شرق هند
شمال‌شرق هند یک ناحیهٔ زبانی یکپارچه در چارچوب ملی هند محسوب می‌شود که حدود ۲۲۰ زبان از خانواده‌های زبانی گوناگون (زبان‌های هندواروپایی، زبان‌های چینی-تبتی، زبان‌های کرا-دای، زبان‌های آستروآسیایی و همچنین برخی زبان‌های کریول) را در بر می‌گیرد. این زبان‌ها ویژگی‌هایی دارند که آن‌ها را از بیشتر مناطق دیگر شبه‌قاره هند متمایز می‌کند، از جمله وجود همخوان‌های لثوی به‌جای تمایز معمول دندانی/پشت‌لثوی. زبان آسامی، یکی از زبان‌های هندوآریایی که عمدتاً در دره براهماپوترا رایج است، به‌عنوان زبان میانجی بسیاری از جوامع زبانی گسترش یافت. بر پایهٔ آن، زبان‌های پیجین و کریول مانند ناگامس در ناگالند و نفامس در آروناچال پرادش شکل گرفتند، اگرچه نفامس در سال‌های اخیر جای خود را به زبان هندی داده است. زبان بنگالی نیز یکی دیگر از زبان‌های هندوآریایی است که در جنوب آسام (در دره باراک) و تریپورا تکلم می‌شود و در هر دو منطقه زبان اکثریت و زبان رسمی است. خانواده آستروآسیایی با زبان خاسی، جینتیا و وار در مگالایا نمایان است. همچنین شماری از زبان‌های خانواده کرا-دای مانند آهوم، تای فاکه و خامتی نیز در این ناحیه رایج‌اند.
خانواده چینی-تبتی در شمال‌شرق هند با مجموعه‌ای از زبان‌ها حضور دارد که از یکدیگر تفاوت‌های چشمگیری دارند. از جمله این زبان‌ها می‌توان به زبان بودو، ربها، کاربی، میسینگ، تیوا، دئوری، همر (با گویش‌هایی چون بیاته، چورئی، هالام، هرانگخواول، کای‌پنگ، مولسوم، رانگلونگ، سایهریئم، ساکاچپ، تانگاچپ و تیک)، زمه ناگا، رنگما ناگا و کوکی (ثادو) در آسام اشاره کرد. در مگالایا، زبان‌های گارو، ربها و همر (از جمله بیاته و ساکاچپ) رایج‌اند. در ناگالند زبان‌هایی چون آو، آنگامی، سِما، لوتا، زبان کنیاک، چاکه‌سانگ، چانگ، خیامنایونگانگ، فوم، پوچوری، رنگما، سانگتام، تیکیر، ییمخیونگ، زلیانگ، کوکی (ثادو) و همر (از جمله ساکاچپ/خلما) به‌کار می‌روند. در میزورام، زبان‌های لوسه‌ای (شامل هوالنگو)، همر (از جمله چورئی، دارلاونگ، دارنگاون، کای‌پنگ، خاولهرینگ، مولسوم، نگنته، ساکاچپ، زوته)، لای (از جمله هاخا، فالم، خوآل‌سیم، زانیئت، سیم)، زبان‌های مارا، رالته/گالته، زومی/پایت، کوکی/ثادو و غیره رایج‌اند. در آروناچال پرادش، زبان‌هایی چون هرسو، تانی، نییشی، آدی/گالونگ، آبور، نوکته، آپاتانی و میشمی تکلم می‌شوند.
در تریپورا، کوکبروک زبان غالب میان قبایل و یکی از زبان‌های رسمی ایالت است. افزون بر آن، زبان‌های گارو، همر (با شاخه‌هایی چون بانگ، بانگچر، چورئی، داب، دارلاونگ، همرچافانگ، هرانگخواول، لانگکای، کای‌پنگ، کولوی، کوربونگ، مولسوم، رانگلونگ، روپینی، سایمار، ساکاچپ، تانگاچپ)، لوسه‌ای (از جمله روخوم) و دیگر زبان‌ها رواج دارند. زبان مانیپوری زبان رسمی مانیپور و زبان غالب در دره ایمفال است، در حالی‌که زبان‌های «ناگا» مانند پومای، مائو، مارام، رونگمی (کابوی)، تانگخول، زمه، لیانگمه، اینوپی، تانگال و همچنین زبان‌های میزویی مانند کوکی/ثادو، لوسه‌ای، زبان‌های زومی (از جمله پایت، سیمته، وایپهی، زو، میت، تانگخال و تدیم‌چین)، گانگته و همر (از جمله بیته، هرانگخواول، تیک و زوته) در مناطق تپه‌ای تکلم می‌شوند.
در میان دیگر زبان‌های هندوآریایی می‌توان به زبان چاکما در میزورام و زبان هاجونگ در آسام و مگالایا اشاره کرد. زبان نپالی، یکی از زبان‌های هندوآریایی، در سیکیم غالب است، در کنار زبان‌های چینی-تبتی مانند لیمبو، بوتیا، لپچا، رای/بانتاوا، تامانگ، شرپا و غیره. زبان بنگالی در دوران آسام استعماری از سال ۱۸۳۶ تا ۱۸۷۳ به‌عنوان زبان رسمی تعیین شد.

## فرهنگ

### خوراک‌ها
| ایالت          | غذای اصلی                            | غذاهای محبوب |
| -------------- | ------------------------------------ | --- |
| آروناچال پرادش | برنج، ماهی، گوشت، سبزی‌برگ‌ها          | توکپا، مومو، اپونگ (آبجوی برنج) |
| آسام           | برنج، ماهی، گوشت، سبزی‌برگ‌ها          | چای آسام، پیته (کیک برنجی)، خار (قلیایی)، خار-ماتیدایل، او-تنگا-ماسور-جول، پورا-ماس، آلو-پیتیکا، پانی-تنگا، خارولی، خوریسا (ساقهٔ بامبو)، شوکان ماسور شوکوتی، پوینتا-بهات، توپولا-بهات، سوُنگا-ساوول (برنج پخته در بامبو)، خاریکات دیا ماس، خاریکات دیا مانگخو، پاتی-هنهور-مانگخو-جول (خورش اردک)، لای-شاک-گاهوری-مانگخو (گوشت خوک با سبزی خردل)، کومول ساوول-دوی جولپان، تامل – پان، آبجوی برنج (جودیما، روهی، خاج پانی، اپونگ) |
| مانیپور        | برنج، ماهی، سبزیجات محلی             | ایرومبا، او-مورک، سینجیو، نگاری (ماهی تخمیرشده)، کانگ‌شوی |
| مگالایا        | برنج، گوشت ادویه‌دار، ماهی            | غذاهای خاسی – تونگتاپ، دوهجم، تونگرومبای، جادوه، کی کوپو، غذاهای گارو – کاپا، برنگا، سو•تپا، وا•تپا، پورا، مینیل، نا•کام (ماهی خشک‌شده)، ساقهٔ بامبو |
| میزورام        | برنج، ماهی، گوشت                     | بای، بکانگ (لوبیای سویا تخمیرشده)، سا-اوم (گوشت خوک تخمیرشده)، ساوچی‌آر |
| ناگالند        | برنج، گوشت، سبزیجات خورشتی یا بخارپز | ساقهٔ بامبو تخمیرشده، گوشت خوک و گاو دودی، اکسونه، گالهو، بوت جولوکیا |
| سیکیم          | برنج، گوشت، لبنیات                   | توکپا، مومو، شا فالی، گوندرک، سینکی، سل روتی |
| تریپورا        | برنج، گوشت، سبزیجات                  | میدول (گلولهٔ برنجی)، آوانگ بانگوی، آوانگ سوکرانگ، چاکوی، گودوک، موسودنگ، آواندرو، موخوی، هانجاک، ییکجاک، واهان موسودنگ، مویا (ساقهٔ بامبو)، برما بوتوی (ماهی تخمیرشده) |

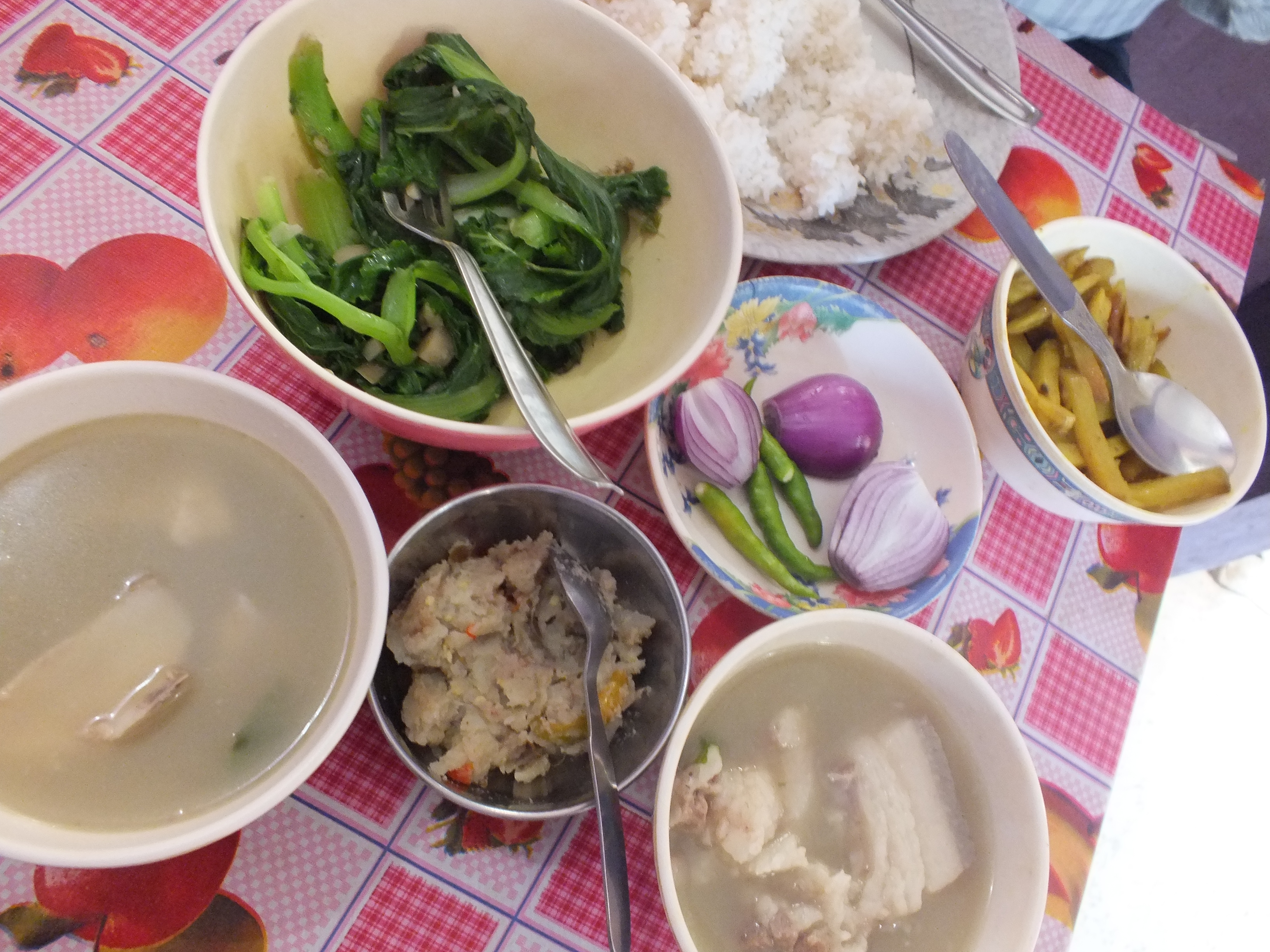
غذای ناگا
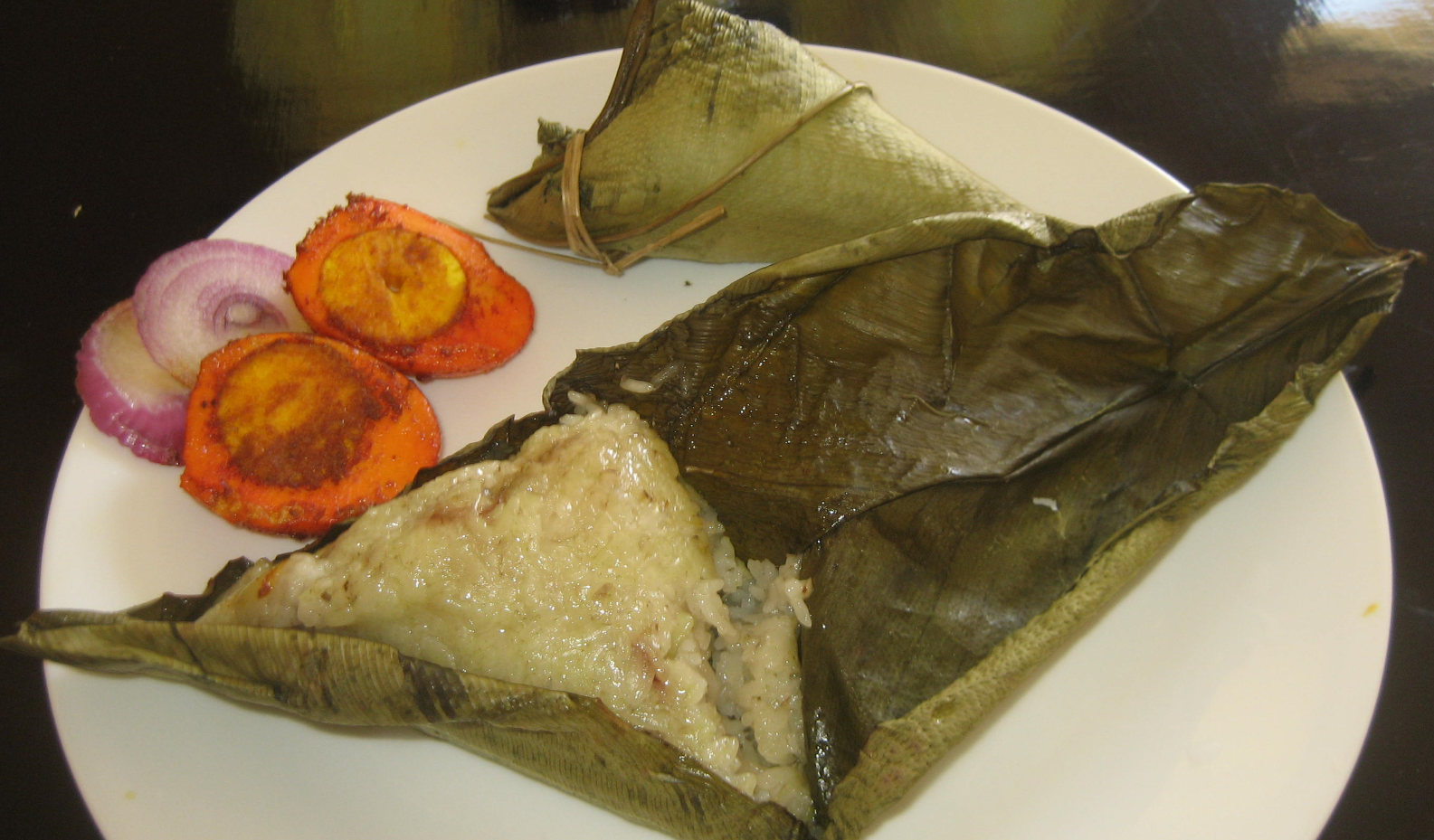
بانگوی – غذای تریپوری در تریپورا
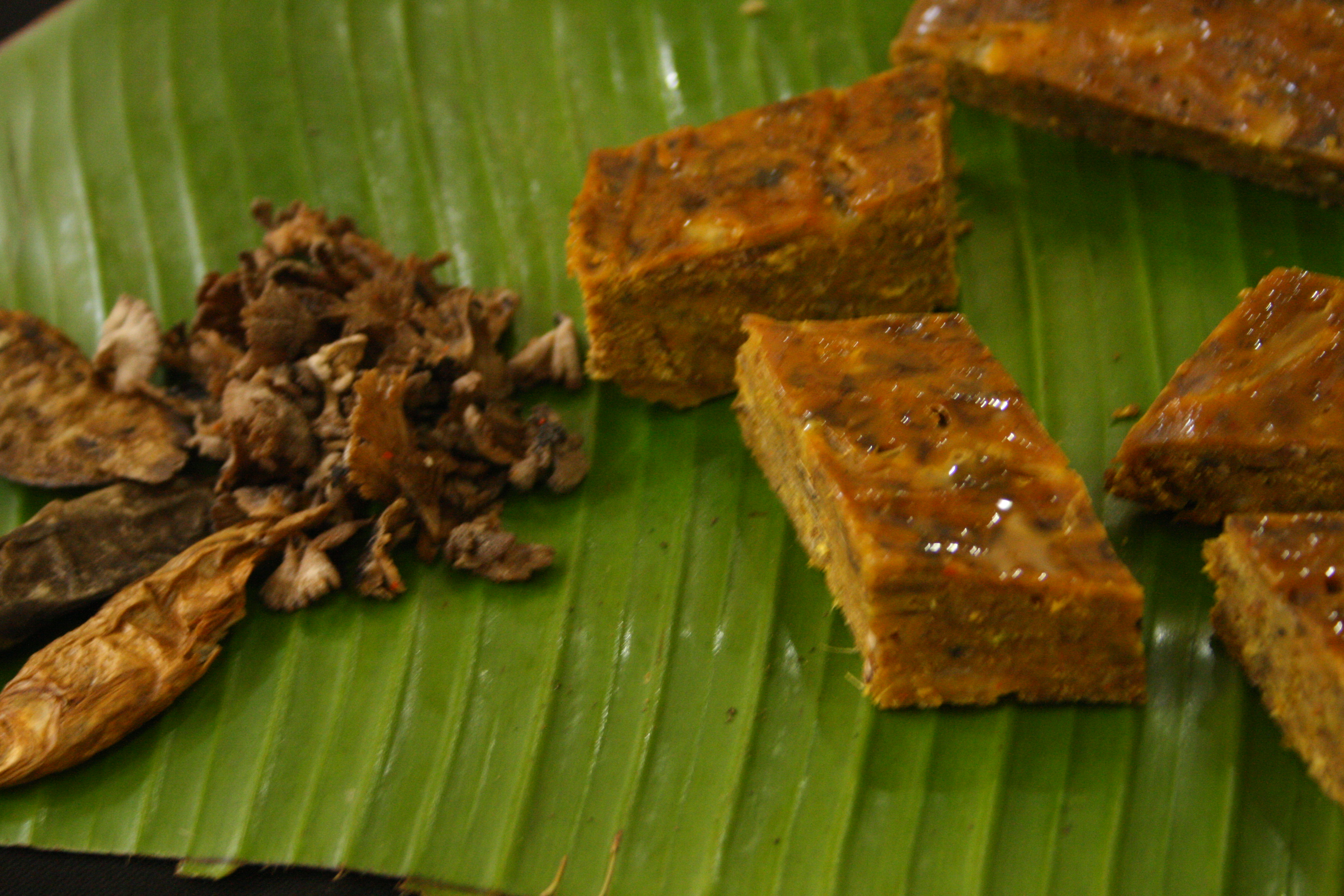
پاکنام (مانیپور)
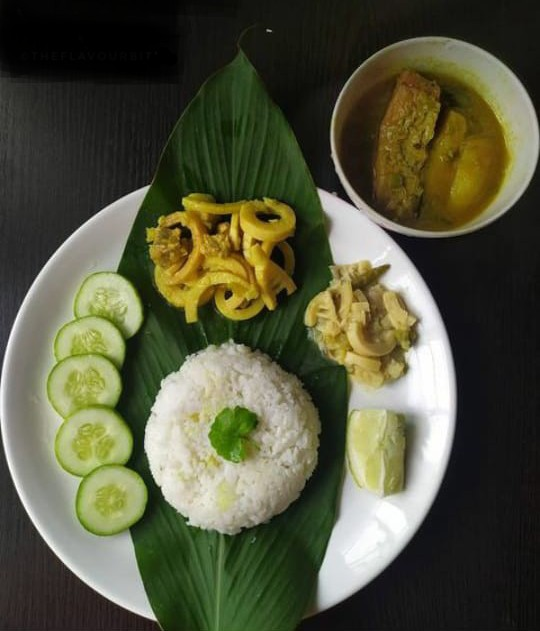
خوراک پایهٔ تریپوری
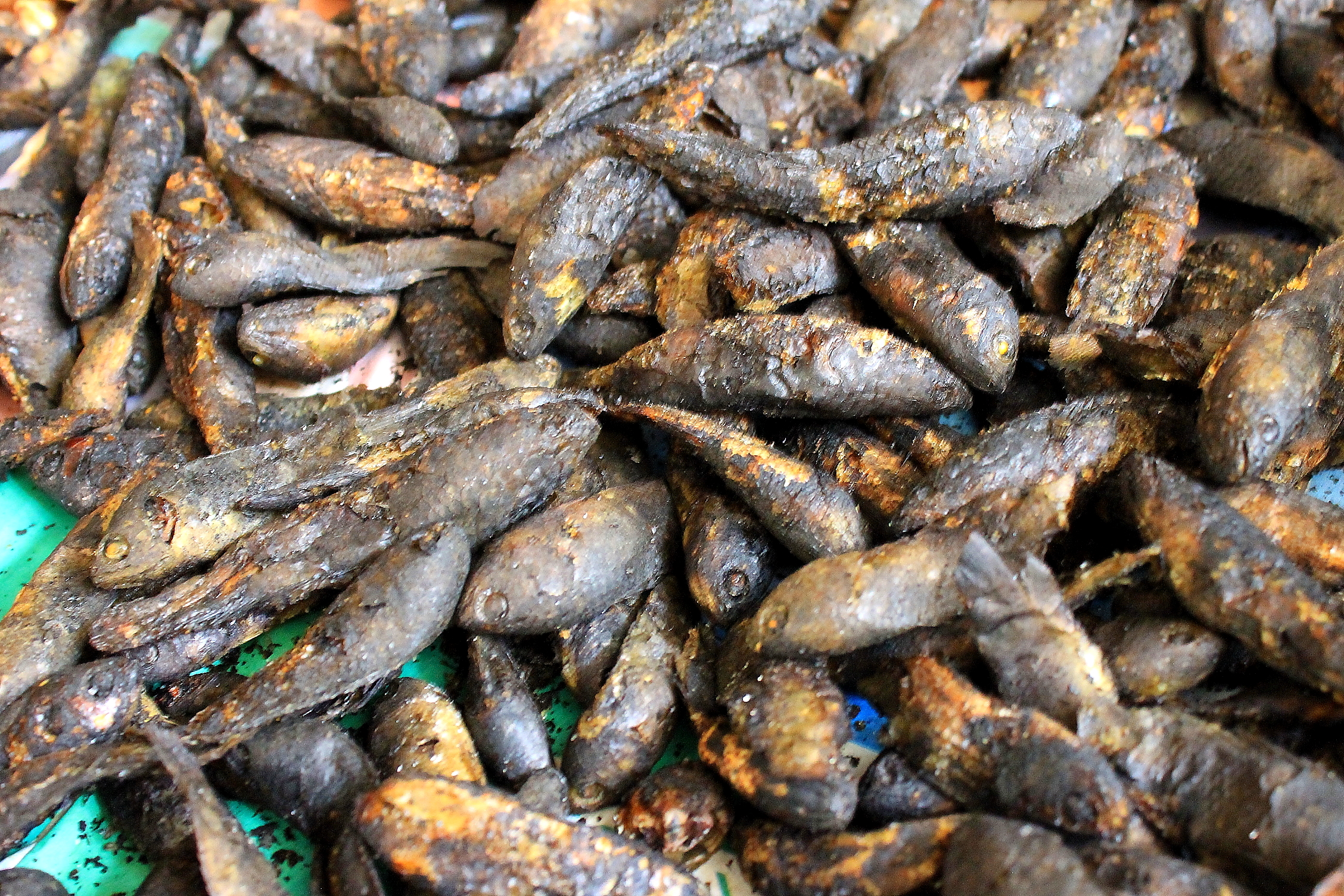
ماهی دودی آب شیرین (مانیپور)
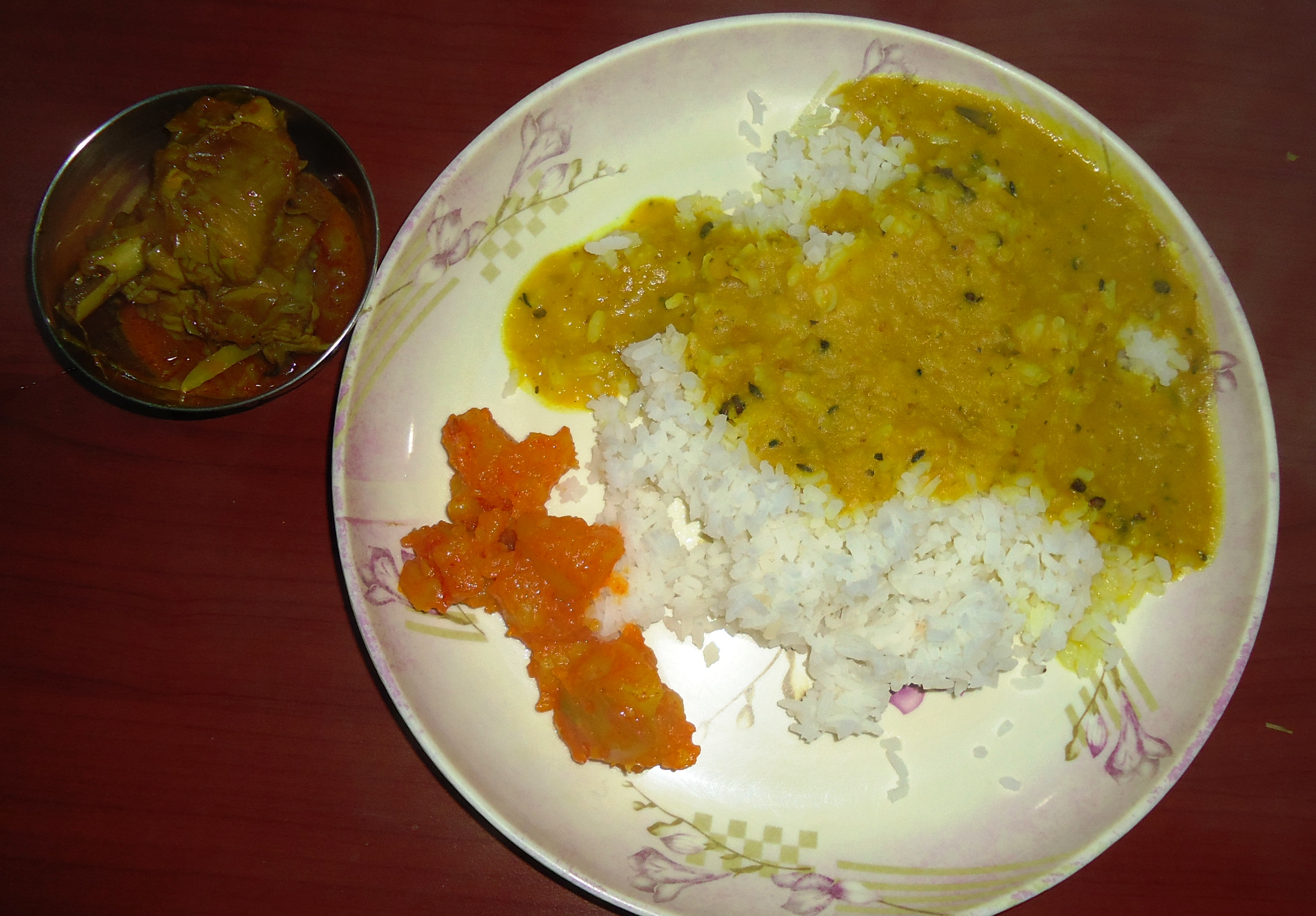
خوراک شمال سیکیم
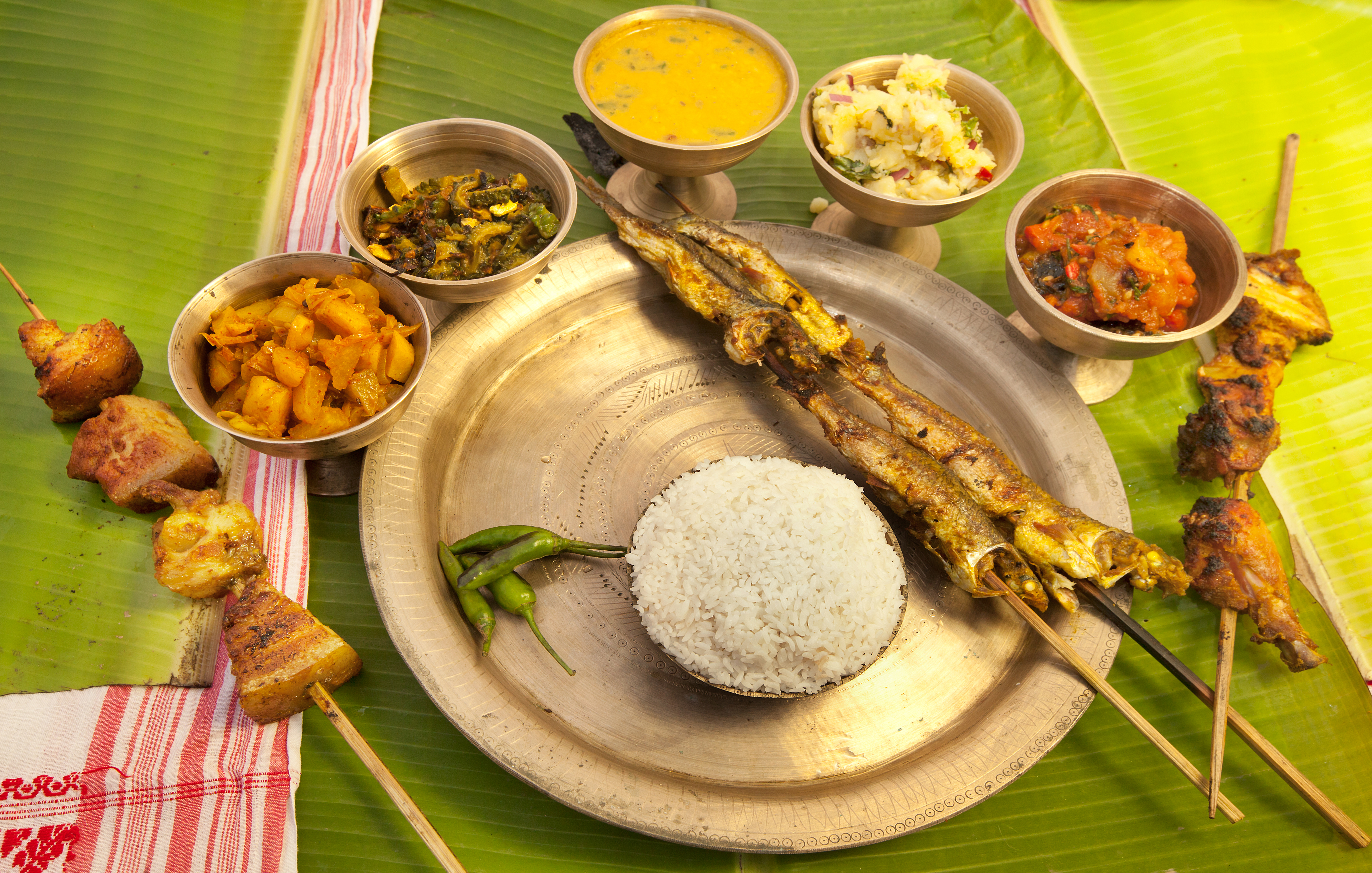
تالی آسامی
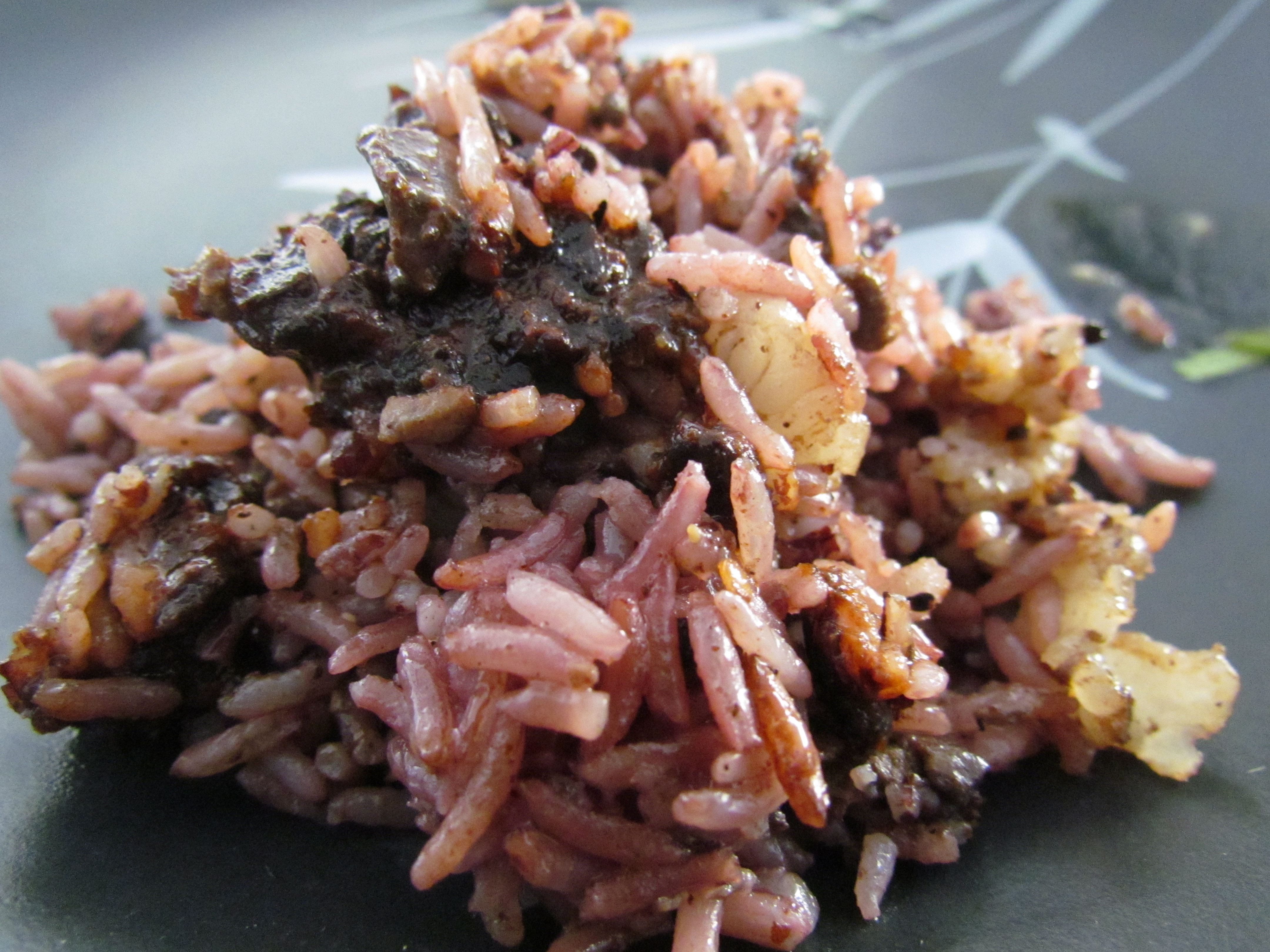
برنج قرمز با گوشت خوک (آروناچال پرادش)

### هنرها
رقص مانیپوری راس لیلا (از مانیپور) و ستریا (از آسام) در زمرهٔ ردهٔ برتر «رقص کلاسیک هندی» جای گرفته‌اند و به‌طور رسمی از سوی سَنگیت ناتاک آکادمی و وزارت فرهنگ (هند) به رسمیت شناخته شده‌اند. علاوه بر این‌ها، تمام قبایل شمال‌شرق هند رقص‌های بومی ویژهٔ آیین‌ها و جشن‌های خود دارند. میراث قبیله‌ای منطقه سرشار از سنت‌هایی چون شکار، کشاورزی و صنایع دستی بومی است. فرهنگ پویای این ناحیه در پوشش‌های سنتی هر جامعه به‌روشنی دیده می‌شود.
تمام ایالت‌های شمال‌شرقی در زمینهٔ صنایع‌دستی بامبو و نی، حکاکی روی چوب، ساخت ابزارها و سلاح‌های سنتی، سازهای موسیقی، سفالگری و بافندگی دستی مشترک هستند. پوشاک سنتی قبایل معمولاً از پارچه‌های ضخیم، عمدتاً پنبه‌ای ساخته می‌شود. ابریشم آسام نیز یکی از صنایع مشهور منطقه است.
| ایالت          | هنرهای نمایشی سنتی | هنرهای دیداری سنتی                                           | صنایع دستی سنتی |
| -------------- | --- | ------------------------------------------------------------ | --- |
| آروناچال پرادش | رقص‌های وانچو، ایدو میشمی، دیگارو میشمی بویا، کامپتی، پونونگ، سادینوکتسو                                                                     |                                                              | نی و بامبو، بافندگی پنبه و پشم، حکاکی چوب، آهنگری (ابزار، سلاح، زیورآلات، ظروف، ناقوس مقدس و پیپ)                                     |
| آسام           | ستریا، باگورومبا، رقص بیهو، بهاونا | هستیویدی‌یارنووا                                              | نی و بامبو، فلزکاری زنگی و برنجی، ابریشم آسام، اسباب‌بازی‌ها، هنر ماسک‌سازی آسام، سفالگری و سفالینه، جواهرسازی، سازسازی، قایق‌سازی، نقاشی |
| مانیپور        | رقص مانیپوری (راس لیلا)، کارتال چولوم، مانجیرا چولوم، خوباک اشئی، پونگ چولوم، لای-هاروابا                                                   |                                                              | بافندگی پنبه، صنایع بامبو (کلاه، سبد)، سفالگری                                                                                        |
| مگالایا        | نونگ‌کرم، شاد سوک، به‌دین‌خلام، وانگالا، لاهو                                                                                                  |                                                              | ابزار و سلاح‌های دستی، سازهای موسیقی (طبل)، کار با نی و بامبو، بافندگی پوشاک سنتی، زرگری (طلا، مرجان، شیشه)، کنده‌کاری دیوار، حکاکی چوب |
| میزورام        | چراو، خوال لام، چیهی لام، چای لام، راللو لام، سارلامکای/سولاکیا، پار لام، ساکی لو لام                                                       |                                                              | ابزارهای سنتی، سلاح و بافتنی، صنایع دستی بامبو و نی                                                                                   |
| ناگالند        | رقص زلیانگ، رقص جنگ، نروی‌رولیانس (رقص خروس)                                                                                                 |                                                              | صنایع دستی نی و بامبو، ابزار سنتی، سلاح، پارچه، حکاکی چوب، سفالگری، زیورآلات برای پوشاک سنتی، سازهای موسیقی (طبل و شیپور)             |
| سیکیم          | چو فات، لو کانگ‌تامو، غا تو کیتو، رچونگما، مارونی، تامانگ سلو، سینگ‌هی چام، یاک چام، روم‌تک چام (رقص نقاب‌دار)، چیا برونگ                       | تانکا (نمایش آموزه‌های بودایی روی بوم پنبه‌ای با رنگ‌های گیاهی) | کاغذ دست‌ساز، قالی‌بافی، بافندگی پشمی، حکاکی چوب                                                                                        |
| تریپورا        | رقص‌های تریپوری، رقص مامیتا، رقص گوریا، رقص لِبانگ، رقص موساک سولمانی، رقص هوجگیری، رقص بیژو، رقص وانگالا، رقص های-هاک، رقص سانگرای، رقص اووا | حجاری‌های صخره‌ای از خدایان و الهه‌ها                           | نی و بامبو، منسوجات سنتی پنبه‌ای، بافندگی و دستگاه‌بافی، مولوا/سیتال‌پتی (حصیربافی)، حکاکی چوب، سازهای زهی و بادی                        |

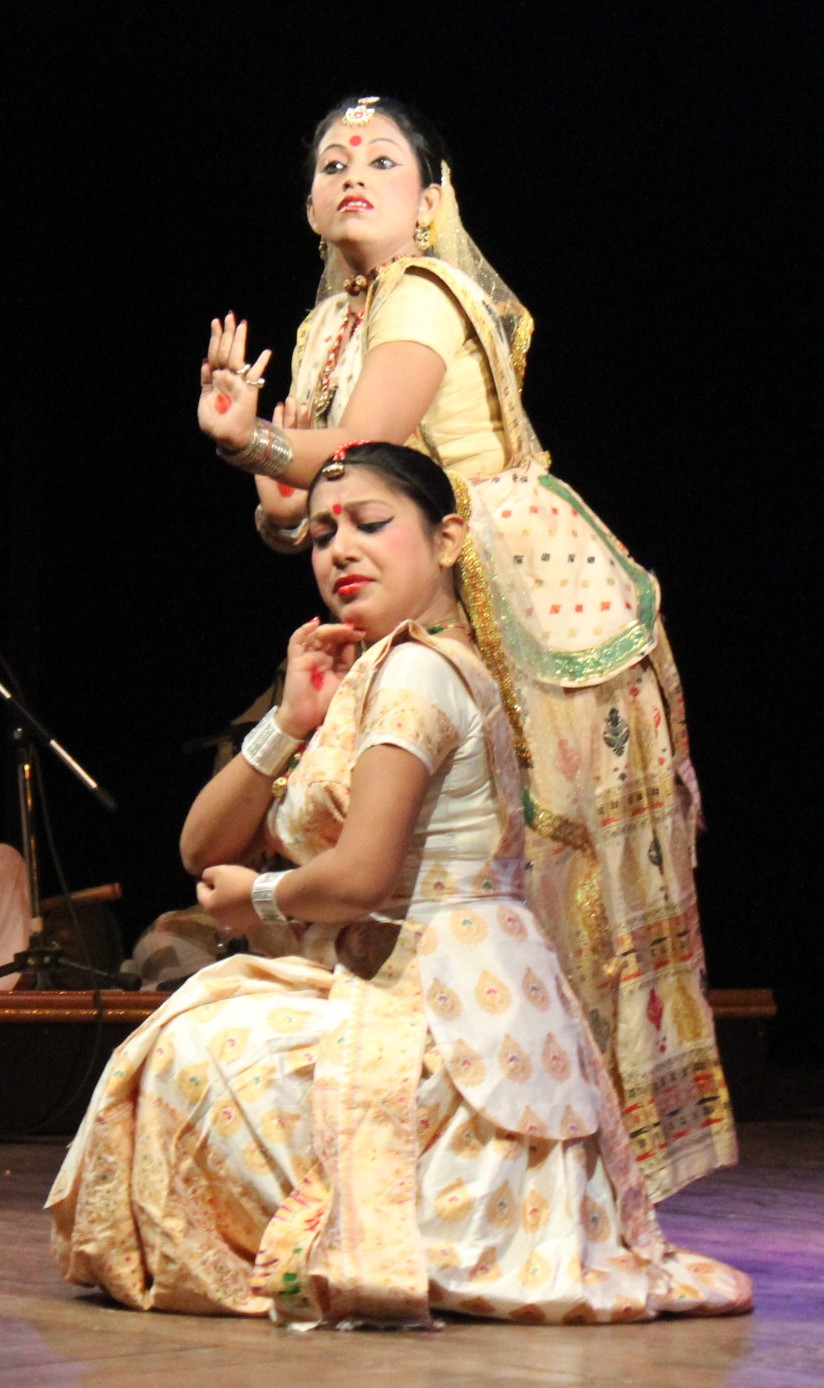
رقص ستریا (آسام)
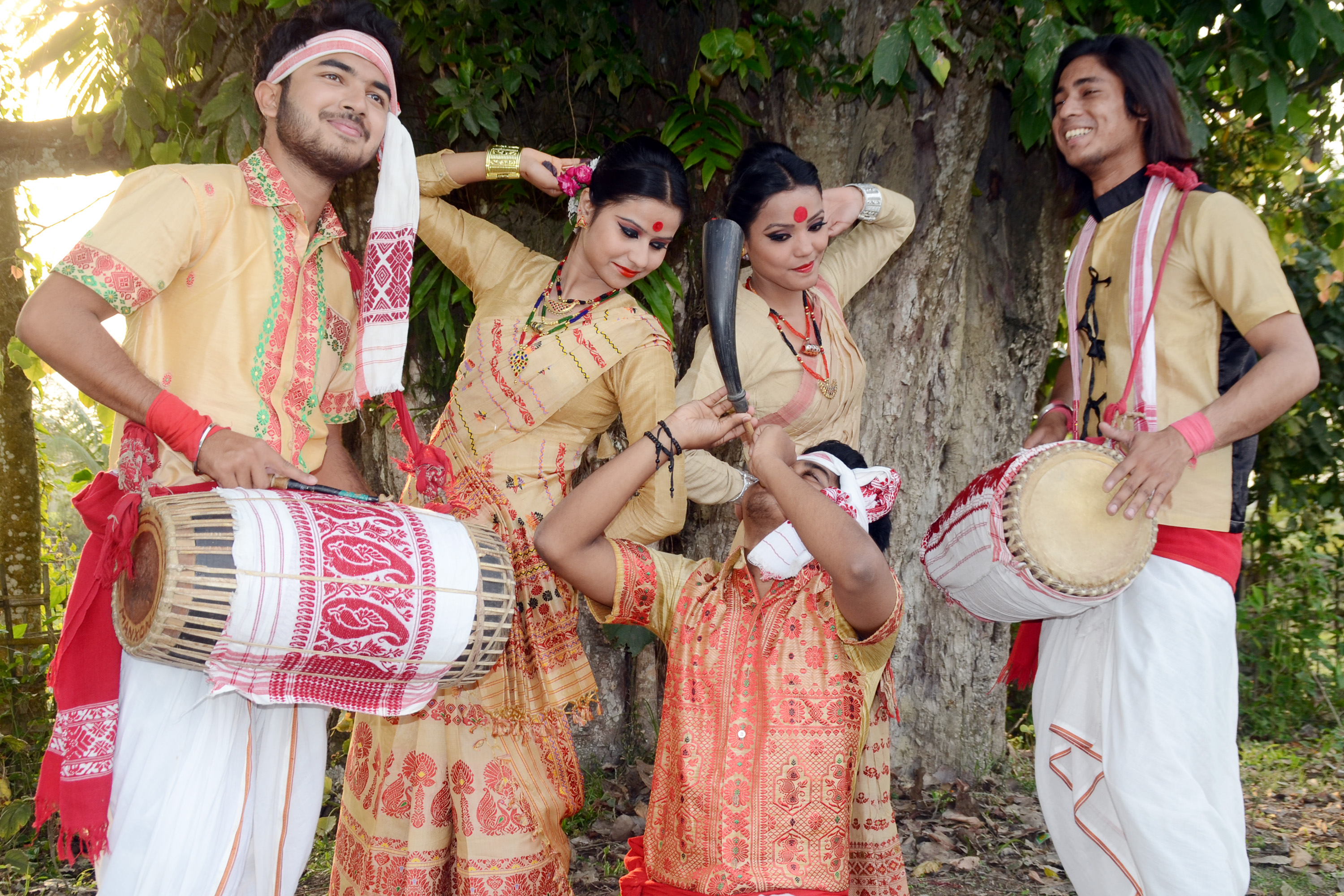
جوانان آسامی در حال اجرای رقص بیهو
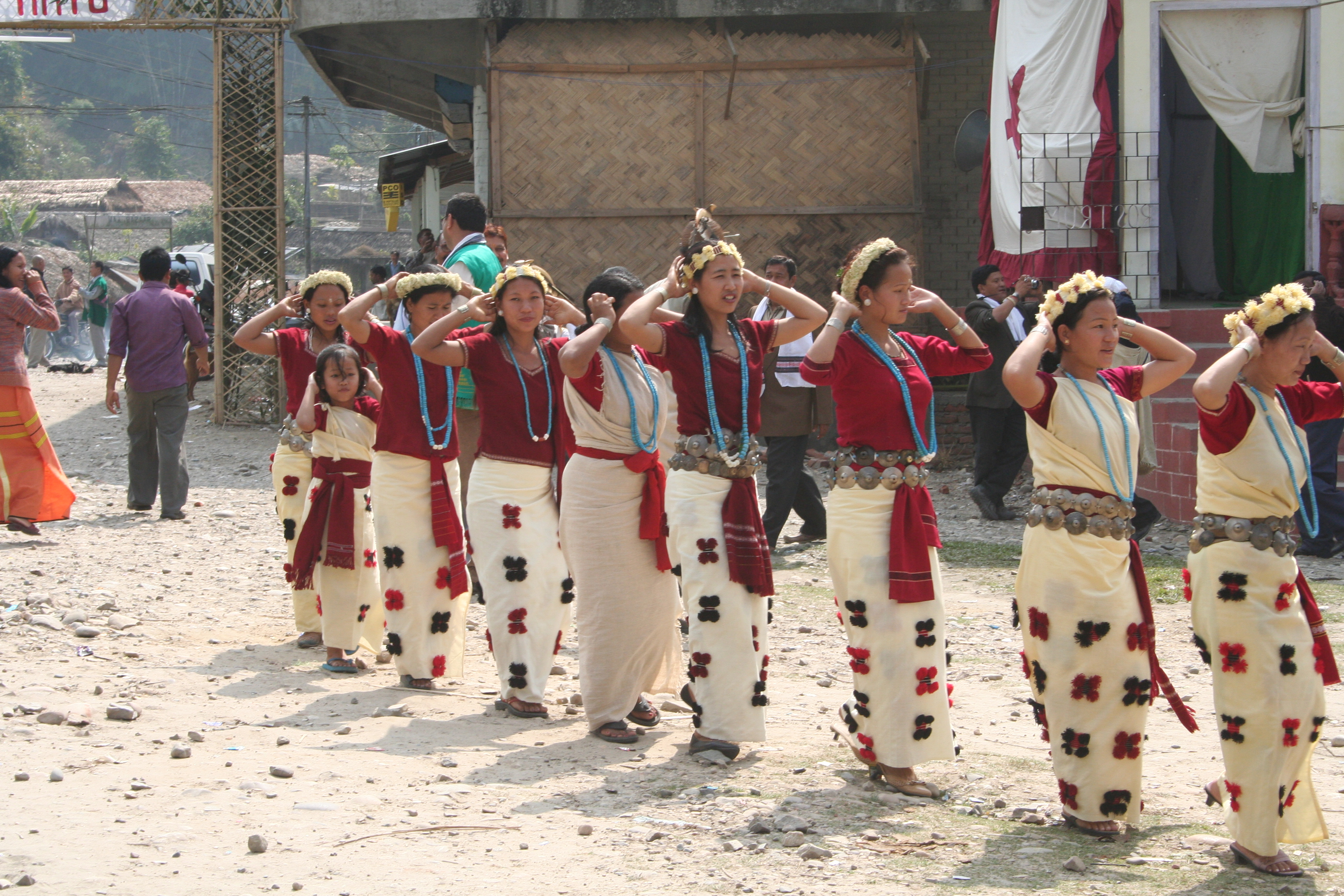
جشن نیوکوم قبیلهٔ نیشی (آروناچال پرادش)
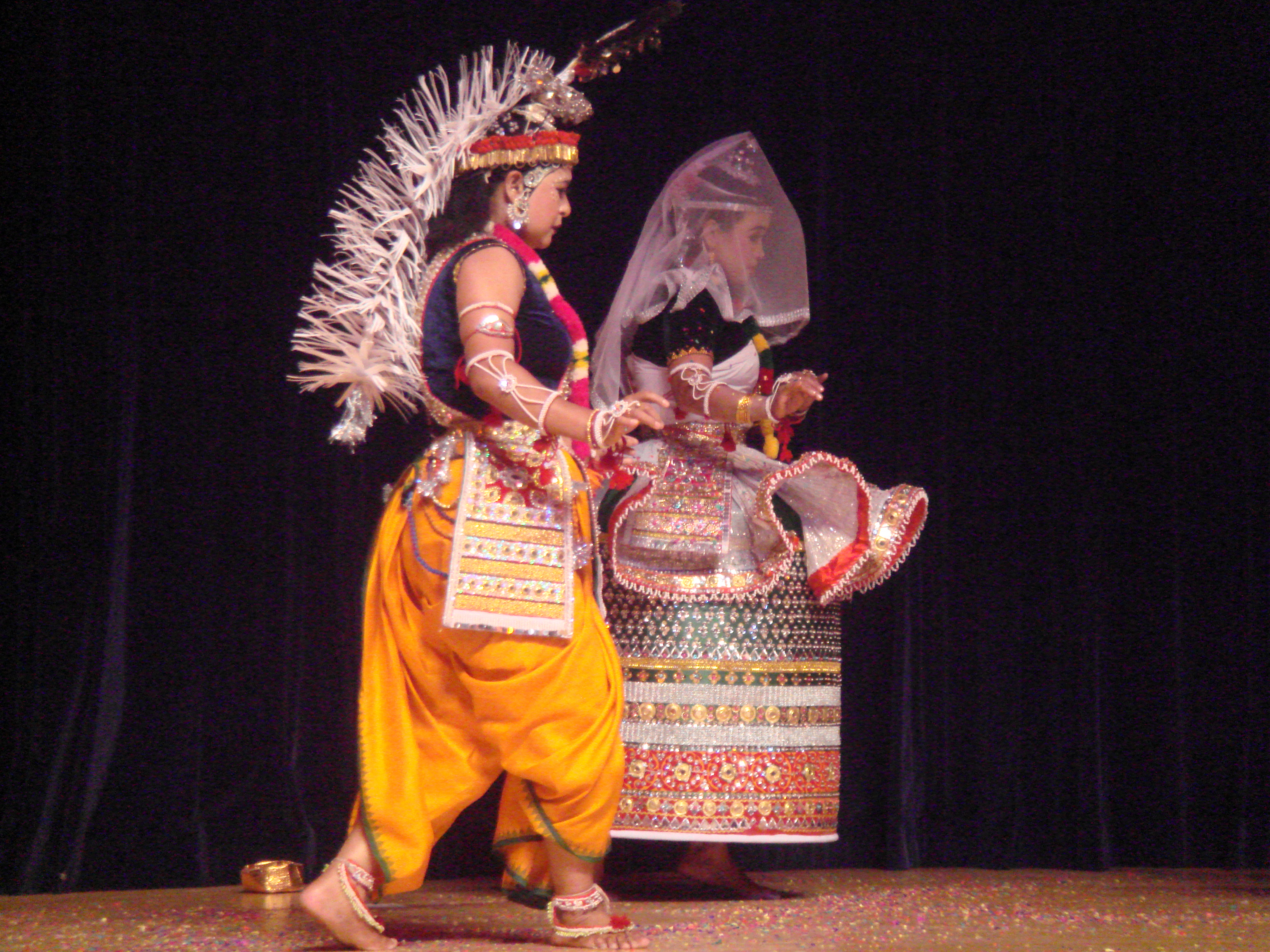
رقص مانیپوری
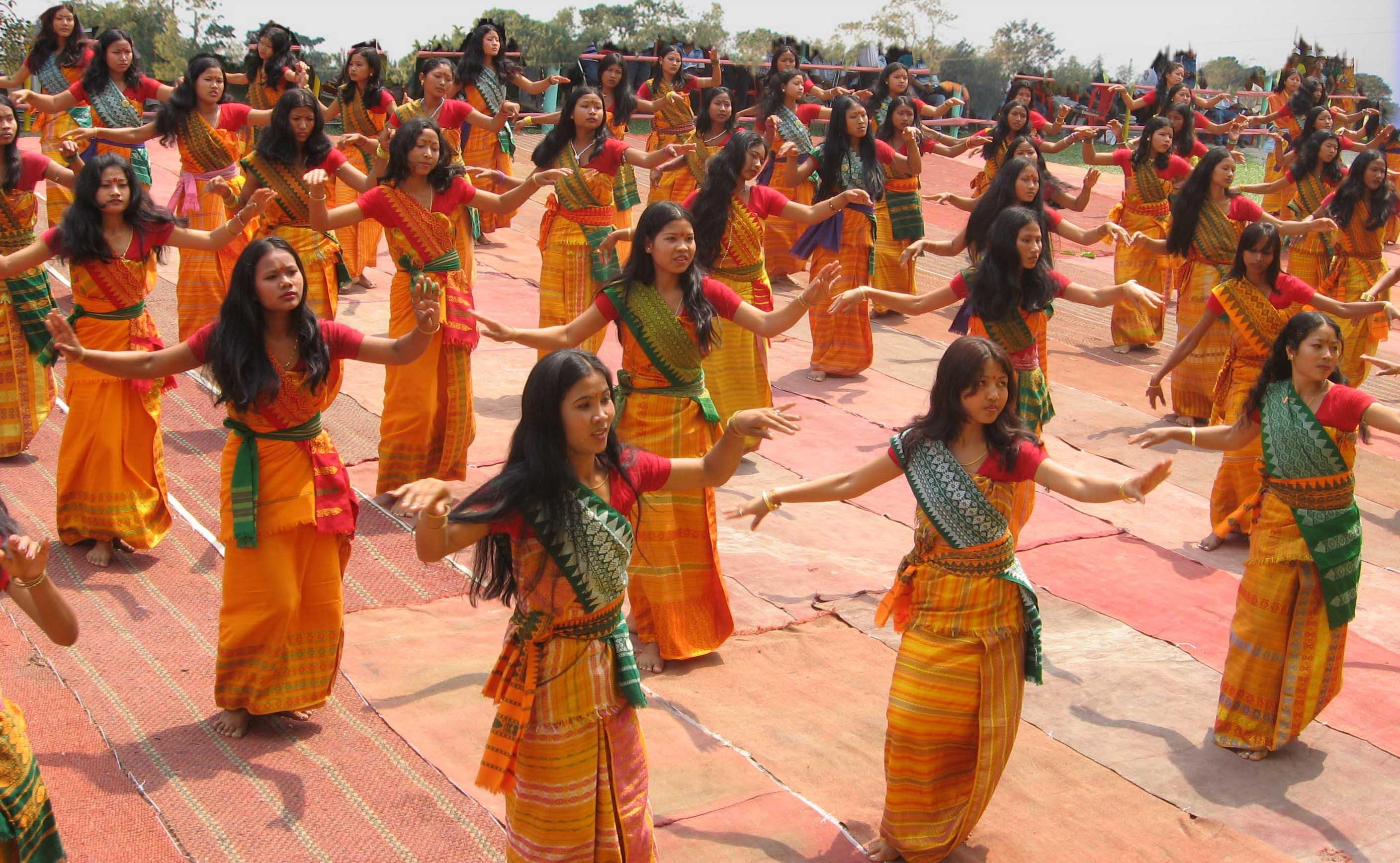
رقص باگورومبا از مردم بودو (آسام)
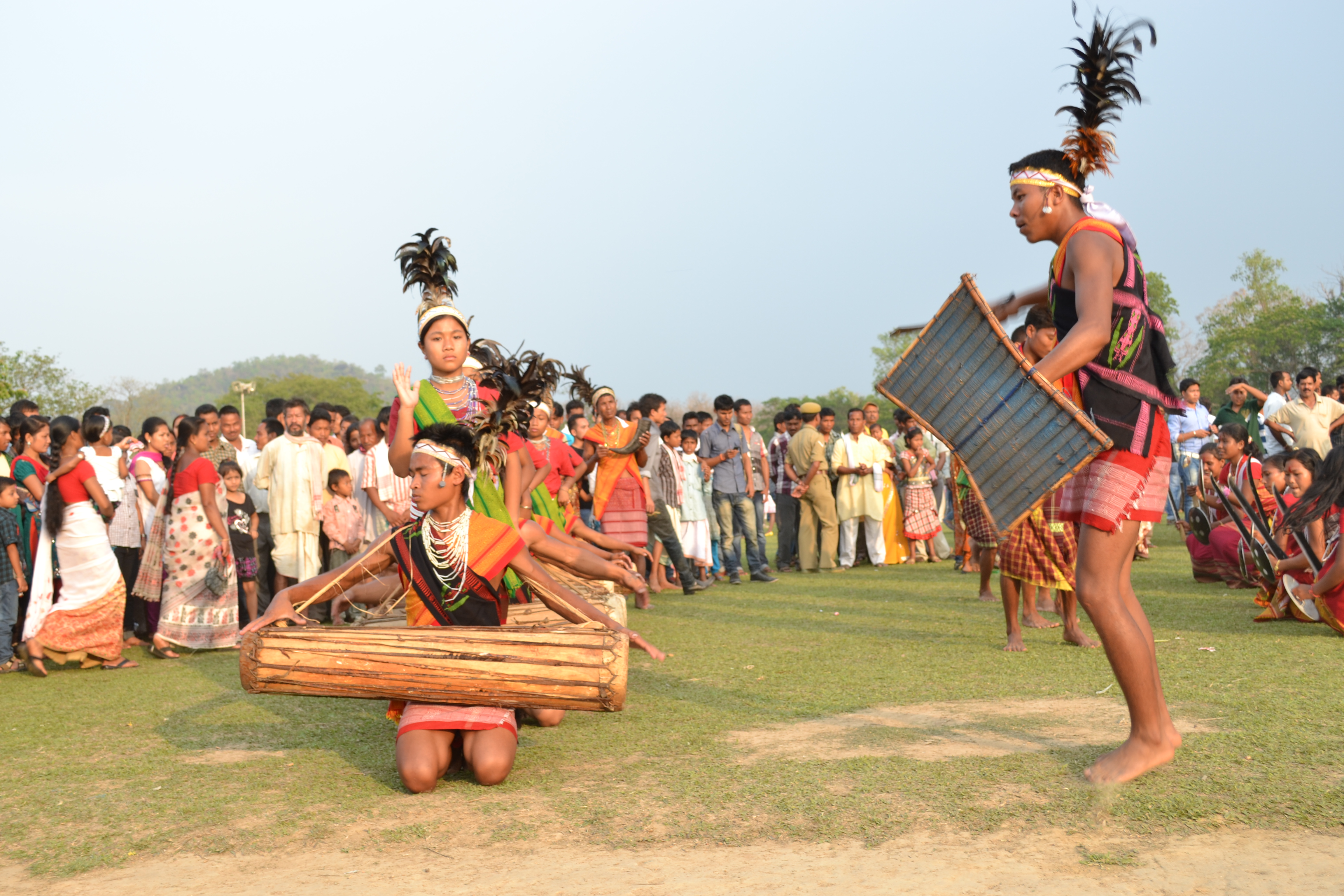
رقص وانگالا از مردم گارو (آسام، مگالایا)
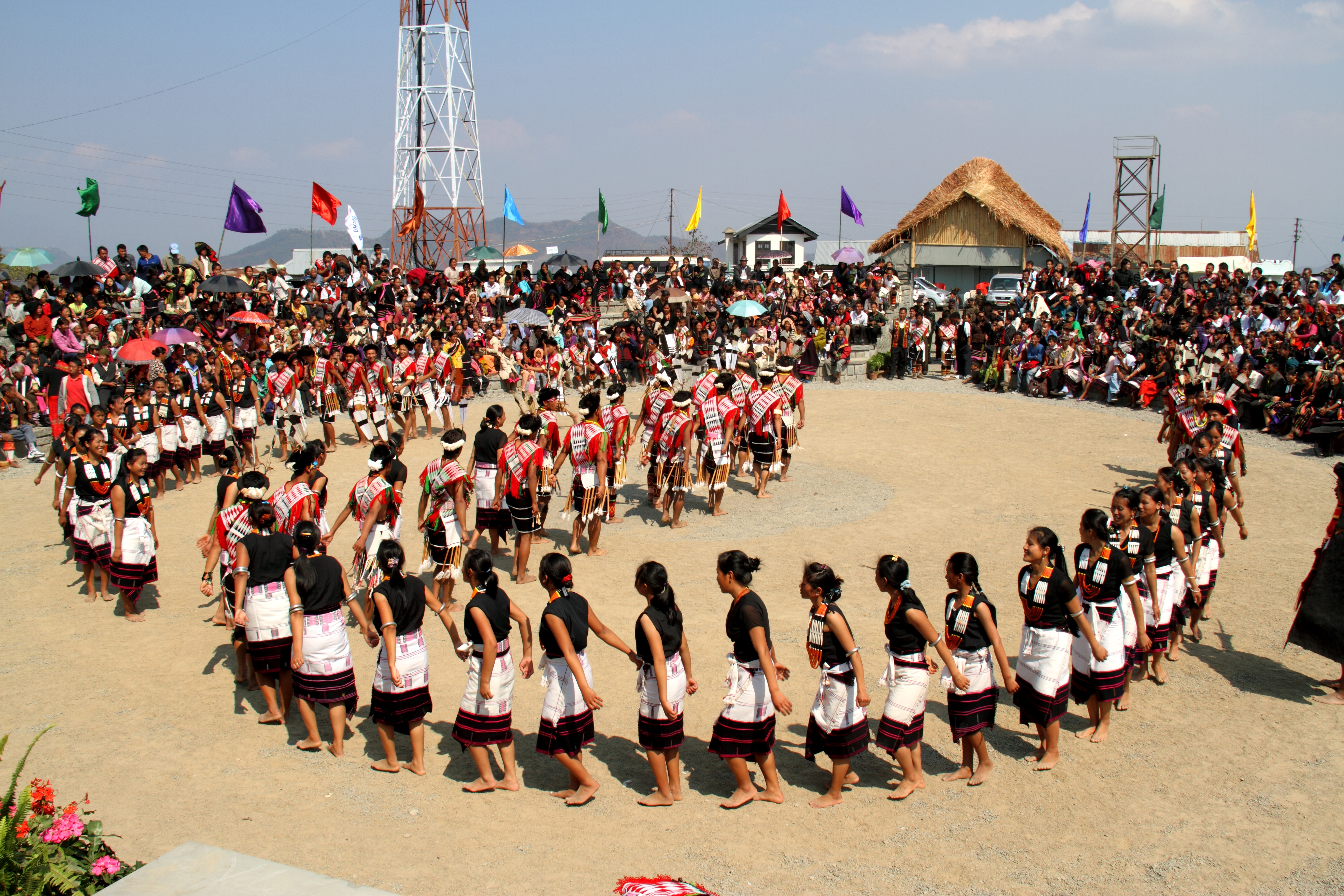
رقص آنگامی (ناگالند)
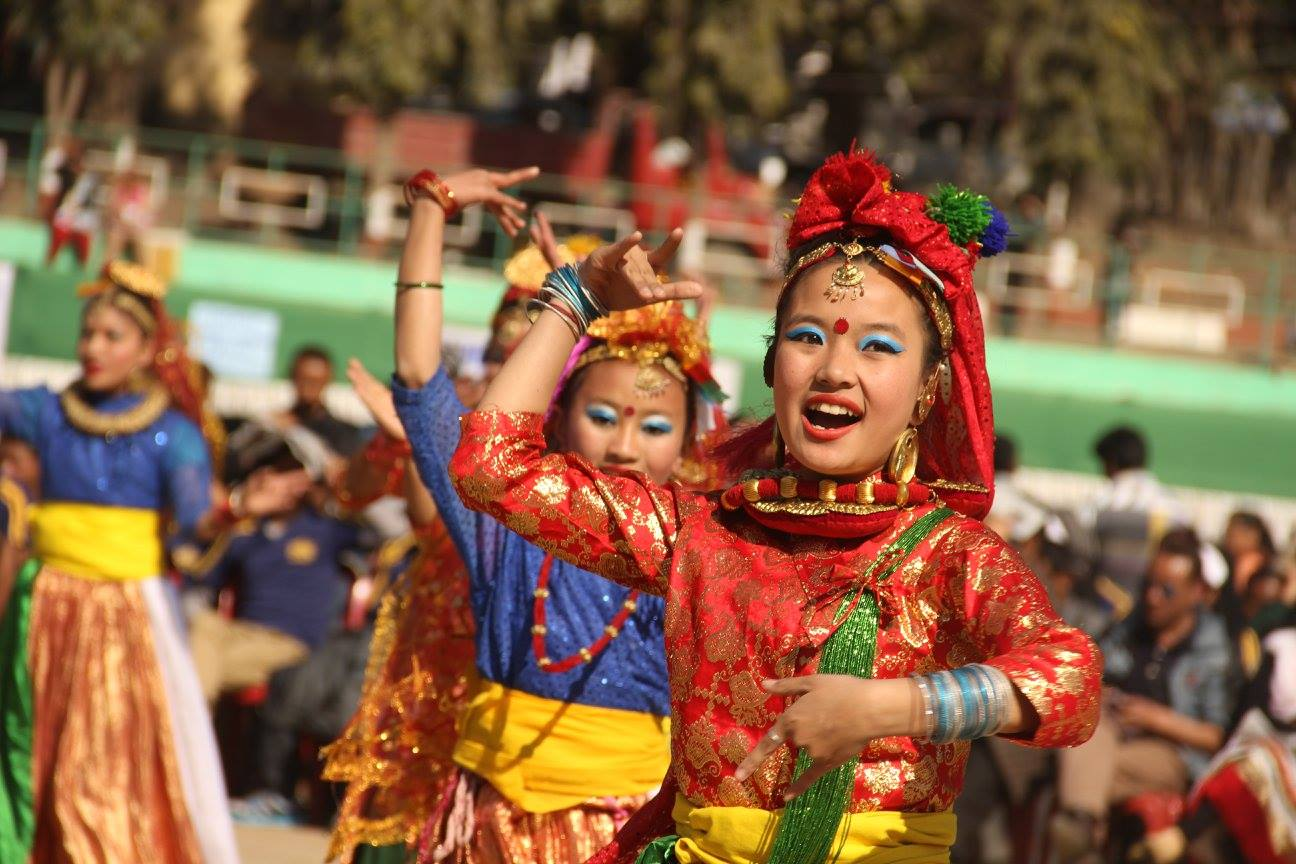
اجرای رقص سنتی دانش‌آموزان در جورتانگ (سیکیم)

### موسیقی
شمال‌شرق هند مرکز گونه‌های گوناگون موسیقی است. هر جامعهٔ بومی میراث غنی‌ای از موسیقی عامیانه دارد. بهوپن هزاریکا، خواننده و آهنگساز آسام، با آفرینش‌های خود شهرت ملی و بین‌المللی به دست آورد. خوانندهٔ مشهور دیگر از آسام، پراتیما باروا پاندی، یک خوانندهٔ شناخته‌شدهٔ موسیقی عامیانه است. زوبین گارگ، پاپون، آنوراگ سایکیا از دیگر خوانندگان و موسیقی‌دانان برجستهٔ ایالت آسام هستند. تانگخوال ناگا، مانند روبن ماشانگوا که اهل اوخرول است، یک خوانندهٔ برجستهٔ موسیقی عامیانه با سبک بلوز است که آثارش از باب دیلن و باب مارلی الهام گرفته‌اند. گروه مشهور دیگر از ناگالند، معروف به خواهران تتسئو، به‌خاطر سبک موسیقی اصیل خود شناخته می‌شوند. با این حال، نسل جوان‌تر امروزه بیشتر به دنبال موسیقی غربی می‌رود. منطقهٔ شمال‌شرق در سدهٔ ۲۱ شاهد افزایش چشمگیر نوآوری‌های موسیقایی بوده است.

### ادبیات
بسیاری از جوامع بومی شمال‌شرق هند دارای میراث کهن افسانه‌های عامیانه هستند که روایتگر خاستگاه، آیین‌ها، باورها و دیگر جنبه‌های فرهنگی آن‌ها است. این داستان‌ها به‌صورت شفاهی از نسلی به نسل دیگر منتقل شده‌اند و نمونه‌های چشمگیری از خرد و تخیل قبیله‌ای به‌شمار می‌آیند. با این حال، در آسام، تریپورا و مانیپور متون مکتوب کهنی نیز وجود دارد. این ایالت‌ها در حماسهٔ بزرگ هندو، مهابهاراتا، ذکر شده‌اند. ساپتاکاندا رامایانا به زبان آسامی اثر مادهاوا کاندالی نخستین ترجمهٔ رامایانای سانسکریت به یک زبان هندوآریایی نو به‌شمار می‌رود. «کاربی رامایانا» نیز گواهی بر میراث کهن ادبیات مکتوب در آسام است.
دو نویسنده از شمال‌شرق، یعنی بیریندرا کومار باتاچاریا و مأمونی رایسوم گوسوامی، برندهٔ جایزهٔ جنانپیت، عالی‌ترین جایزهٔ ادبی در هند، شده‌اند. از این میان، بیریندرا کومار باتاچاریا نخستین نویسندهٔ آسامی و نخستین نویسنده از شمال‌شرق هند بود که برای رمان خود با عنوان «مریتیونجای» (۱۹۷۹) جایزهٔ جنانپیت را دریافت کرد. مأمونی رایسوم گوسوامی در سال ۲۰۰۰ برندهٔ جایزهٔ جنانپیت شد. ناگن سایکیا نخستین نویسنده از آسام و شمال‌شرق هند بود که از سوی ساهیتیا آکادمی به دریافت عضویت افتخاری نائل شد.
از نویسندگان برجستهٔ شمال‌شرق می‌توان به این افراد اشاره کرد: (از آسام) لکشمی نات بزبروآ، هومِن بورگوهاین، بیریندرا کومار باتاچاریا، هار کریشنا دکا، رونگبونگ ترانگ، نیل‌مانی فوکان، ایندرا گوسوامی، هیرن باتاچاریا، میترا فوکان، جهناوی باروا، دهروبا هزاریکا، ریتا چودهری؛ (از آروناچال پرادش) مامانگ دای؛ (از مانیپور) رابین اس. نگونگوم، راتان تیام؛ (از مگالایا) پل لینگدو؛ (از ناگالند) تمسولا ائو، ایستِرین کیره؛ (از سیکیم) راجندرا بهانداری.
تمسولا ائو نخستین نویسنده از شمال‌شرق هند است که در سال ۲۰۱۳ در بخش ادبیات انگلیسی هند جایزهٔ ساهیتیا آکادمی را برای مجموعه داستان‌های کوتاه خود با عنوان «Laburnum for My Head» دریافت کرد و همچنین در سال ۲۰۰۷ به دریافت پادما شری نائل شد. ایسترین کیره نخستین رمان‌نویس انگلیسی‌زبان ناگالند است. او در سال ۲۰۱۵ برای رمان «When the River Sleeps» برندهٔ جایزه ادبی هندو شد. ایندرا گوسوامی (مأمونی رایسوم گوسوامی) نیز نویسنده‌ای برجستهٔ آسام است که رمان‌های او شامل «محمل پوسیدهٔ فیل»، «صفحات آلوده به خون»، «سایهٔ کاماکهیا» و «خدای گردن‌آبی» است. مامانگ دای در سال ۲۰۱۷ برای رمان خود با عنوان «تپهٔ سیاه» جایزهٔ جایزه ساهیتیا آکادمی را برد.

### جشنواره‌ها
جشنواره‌های بومی در شمال‌شرق شامل جشن اوجیالهٔ وانچو، جشن چه‌کار شردوکپن، جشن لانگته یولو نیشی‌ها، جشن سولونگ آدی‌ها، جشن لوسار مونپاها، جشن ره ایدو میشمی‌ها و جشن دری آپاتانی‌ها است. جشن‌های مامیتا، تریپورابدا (جشن ترینگ)، بویسو، هنگرای، هویاگیری، خرچی و جشن‌های گاریا در تریپورا نیز از جمله جشن‌های مهم هستند. در مانیپور جشن‌های محبوب شامل نینگل چاکوبا و جشن قایقرانی مانیپور یا هیکرو هیدونگبا و همچنین جشن چاسوک تانگنام مردم لیمبو هستند.